# فهرست ترانه‌های ضبط‌شده توسط تیلور سوئیفت

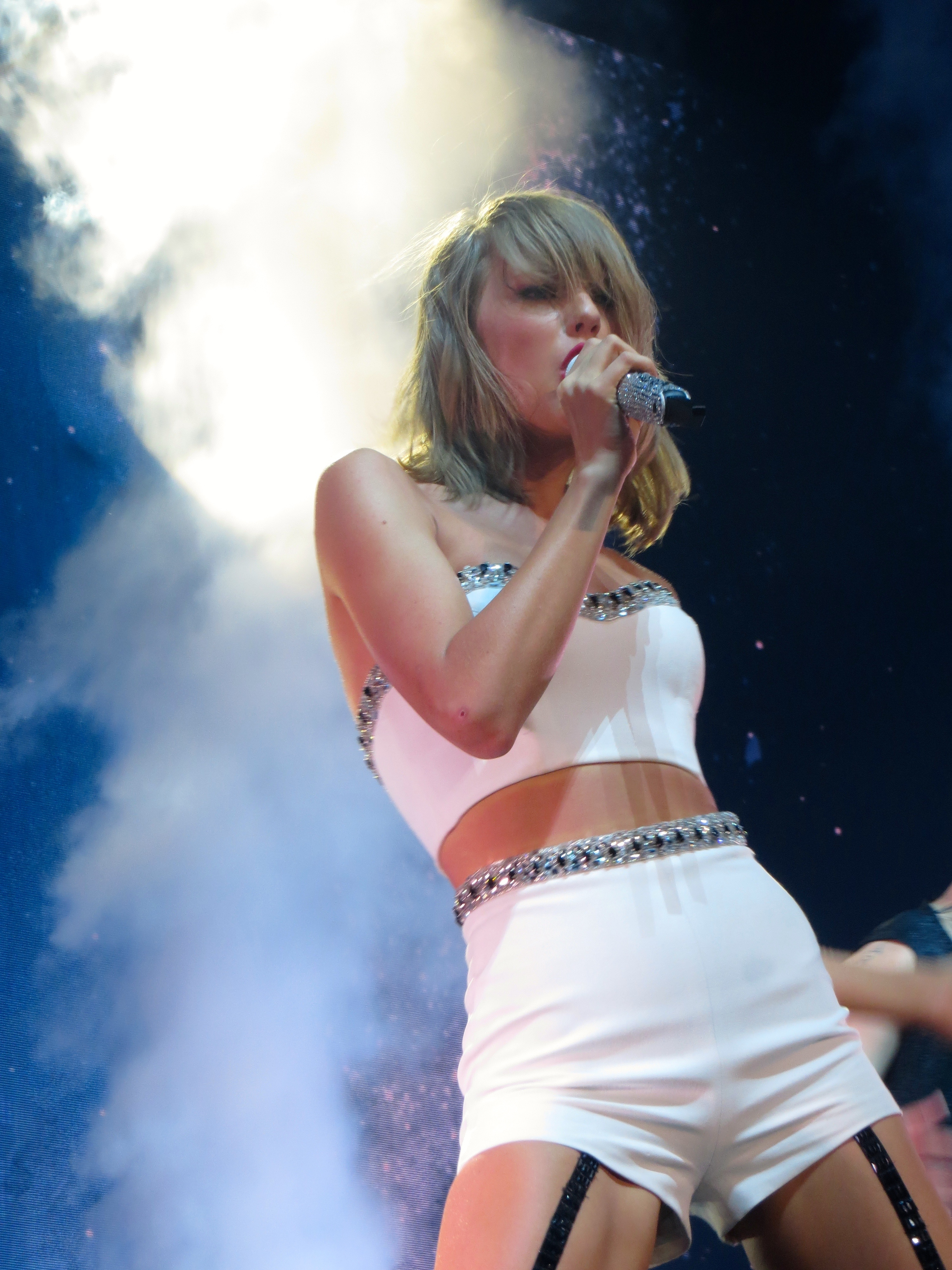
تیلور سوئیفت درحال اجرا در تور جهانی ۱۹۸۹، فورد فیلد در دیترویت، مه ۲۰۱۵

تیلور سوئیفت خواننده-ترانه‌سرای آمریکایی است. در سال ۲۰۰۵، او قراردادی با بیگ ماشین رکوردز امضا کرد و به استثنای چندین اجرای بازخوانی و دو اجرای مهمان، متقابلاً هر آهنگی که منتشر کرده‌است را نوشته یا به‌عنوان نویسنده در ترانه‌های منتشر شده توسط سایر هنرمندان همکاری کرده‌است. سوئیفت نخستین آلبوم استودیویی‌اش را در سال ۲۰۰۶ منتشر کرد. او ترانه‌هایی از آلبوم شامل، «آهنگ ما»، «باید نه می‌گفتی» و «بیرون» را به تنهایی نوشت. در هشت ترانه باقی‌مانده همزمان با لیز رز، رابرت الیس اورال، برایان ماهر و آنجلو پتراگلیا همکاری کرد. در سال ۲۰۰۷، او نخستین آلبوم چندآهنگه‌اش (ای‌پی)، صدای فصل: مجموعه تعطیلات تیلور سوئیفت را منتشر کرد، که شامل ترانه‌های «کریسمس وقتی بود که مال من بودی» و «کریسمس باید چیزی بیشتر از این باشد» که سوئیفت آن‌ها را نوشته‌است.
چشم‌های زیبا، دومین آلبوم چندآهنگه سوئیفت در سال ۲۰۰۸ منتشر شد، که شامل ترانه‌های متناوب از آلبوم اولش و همچنین دو ترانه جدید، «چشم‌های زیبا» و «قلبم؟» بود. سوئیفت بیشتر ترانه‌های دومین آلبوم استودیویی‌اش، بی‌باک (۲۰۰۸) درحالی که اولین آلبومش را به‌عنوان اجرای افتتاحیه هنرمندان کانتری تبلیغ می‌کرد، نوشت. با اینکه هنرمندان همراهی در دسترس نبودند، سوئیفت هشت ترانه آلبومش را نوشت و ترانه‌های دیگر را با رز، هیلری لینزی، کلبی کایلات و جان ریچ به‌صورت مشترک نوشتند. او در ترانه‌های «امروز یک داستان پریان بود» و «پرش سپس سقوط» را برای موسیقی متن روز ولنتاین همکاری کرد و بازخوانی از «نفس‌گیر» اثر بتر دن ازرا برای اکنون برای هائیتی امیدوارم ضبط کرد. سوئیفت تمام ترانه‌های سومین آلبوم استودیویی‌اش، حالا صحبت کن (۲۰۱۰) را بدون هیچ همکاری نویسنده دیگری نوشت. این آلبوم در سبک کانتری پاپ بود و مضامین عشق، عاشقی و دل‌شکستگی را داشت. در اواخر سال ۲۰۱۱، سوئیفت دو تک‌آهنگ «امن و امان» به همراهی سیویل وارز و «چشم باز» را برای آلبوم موسیقی متن بازی‌های گرسنگی منتشر کرد.
چهارمین آلبوم استودیویی سوئیفت، سرخ (۲۰۱۲) تغییری در سبک موسیقی او به دابستپ، دنس پاپ و هارت‌لند راک را نشان می‌دهد. او علاوه‌بر همکاری با نیتن چپمن—کسی که در آلبوم‌های قبلی‌اش با او همکاری کرده‌است—با تهیه‌کنندگان جدیدی چون دن هاف، مکس مارتین و شلبک همکاری کرد؛ دو نفر آخر در نوشتن آلبوم نیز با او همکاری کردند. در سال ۲۰۱۳، او به‌عنوان خواننده همراه در تک‌آهنگ «بزرگ‌راه اهمیت نمی‌دهد» اثر تیم مک‌گرا به همراهی گیتاریست کیث اربن با او همکاری کرد و «شیرین‌تر از داستان» را برای آلبوم موسیقی متن یک شانس نوشت.
سوئیفت پنجمین آلبوم استودیویی‌اش، ۱۹۸۹ در سال ۲۰۱۴ منتشر کرد. به عنوان نخستین آلبوم پاپ رسمی‌اش که از آلبوم‌های کانتری قبلی او جدا است. در این آلبوم سبک‌های موسیقی مانند دنس پاپ، الکتروپاپ و سینث‌پاپ باهم ترکیب شده‌اند و به‌عنوان آلبومی «با محرک سینث‌سایزرها و درام‌ها به جای گیتار» توصیف شده‌است. برای این آلبوم، سوئیفت با نویسندگان جدیدی از جمله جک آنتونوف، رایان تدر و علی پیامی همکاری کرد. سوئیفت و مارتین به عنوان تهیه‌کننده اجرایی فعالیت کردند. او همکاری طولانی مدتش با چپمن، مارتین و شلبک را ادامه داد و با نوئل زانکانلا، متمن و رابین و گرگ کرستین برای نخستین بار همکاری کرد. در دسامبر ۲۰۱۶، سوئیفت تک‌آهنگ «نمی‌خواهم تا ابد زنده باشم» را برای فیلم پنجاه طیف تاریک‌تر به همراه خواننده انگلیسی زین مالیک ضبط کرد. در ششمین آلبوم استودیویی‌اش، اعتبار (۲۰۱۷) سوئیفت به‌عنوان تهیه‌کننده اجرایی فعالیت کرد، و با همکارانش آنتونوف، مارتین و شلبک در کنار همکاران جدیدی چون اسکار گورس، اسکار هولتر و فیوچر به عنوان خواننده همراه در آلبوم همکاری کرد.
سوئیفت در هفتمین آلبوم استودیویی‌اش، معشوق (۲۰۱۹) به عنوان تهیه‌کننده اجرایی فعالیت کرد و با همکار گذشته‌اش، آنتونوف در کنار همکاران جدید جوئل لیتل، لوئیس بل، فرانک دوکس، سنویو، سنت وینسنت و کوشس کلی همکاری کرد. در این آلبوم، برندن یوری از پنیک! ات د دیسکو و دیکسی چیکس به عنوان خواننده همراه حضور یافتند. ریمیکس ترانه اصلی به همراهی شان مندز به‌عنوان نویسنده و خواننده مهمان منتشر شد. در نوامبر ۲۰۱۹، سوئیفت تک‌آهنگ «اشباح زیبا» که با آهنگساز انگلیسی اندرو لوید وبر برای موسیقی متن فیلم گربه‌ها همکاری کرد. هفته پیش از تولدش در سال ۲۰۱۹، سوئیفت ترانه‌ای کریسمسی بدون آلبوم با عنوان «مزرعه درخت کریسمس» را منتشر کرد. در ژانویه ۲۰۲۰، او ترانه‌ای سیاسی «فقط جوانان» را در کنار دوشیزه آمریکایی، یک مستند نتفلیکس که زندگی و حرفه‌اش را طی چندین سال نشان می‌دهد، منتشر کرد.
سوئیفت هشتمین آلبوم استودیویی‌اش، فولکلور را در سال ۲۰۲۰ منتشر کرد؛ انتشار غیرمنتظره شامل شانزده ترانه در نسخه استاندارد و یک ترانه اضافی در نسخه فیزیکی. او در آلبوم با هنرمندانی همچون آنتونوف، آرون دسنر از د نشنال، ویلیام بوری و بون ایور—که در «تبعید» همراهی کرده‌است—همکاری کرده‌است. در دسامبر ۲۰۲۰، پنج ماه پس از آنکه سوئیفت فولکلور را منتشر کرد، او نهمین آلبوم استودیویی‌اش همیشگی را که متشکل از پانزده ترانه و دو ترانه اضافی در نسخه فیزیکی لوکس آلبوم است را به‌طور غیرمنتظره‌ای منتشر کرد. در همیشگی، سوئیفت با گروه‌های موسیقی بون ایور، د نشنال و هایم همکاری کرده‌است. در سال ۲۰۲۱، او و هایم «گازوئیل» را از نسخه جدید سومین آلبوم استودیویی هایم زنان در موسیقی بخش ۳ (۲۰۲۰) منتشر کردند. با شروع از بی‌باک در سال ۲۰۲۰، سوئیفت پس از از دست دادن مالکیت مسترهایش از شش آلبوم استودیویی اولش، شروع به ضبط مجدد موسیقی قدیمی‌اش کرد. در آوریل ۲۰۲۱ سوئیفت بی‌باک (نسخه تیلور) را به‌عنوان نخستین آلبوم دوباره ضبط‌شده منتشر کرد. پیش از انتشار آلبوم از آن سه تک‌آهنگ منتشر شده بود؛ «داستان عشق (نسخه تیلور)»، «تو همه من هستی» و «آقای کاملاً خوب».

## ترانه‌ها

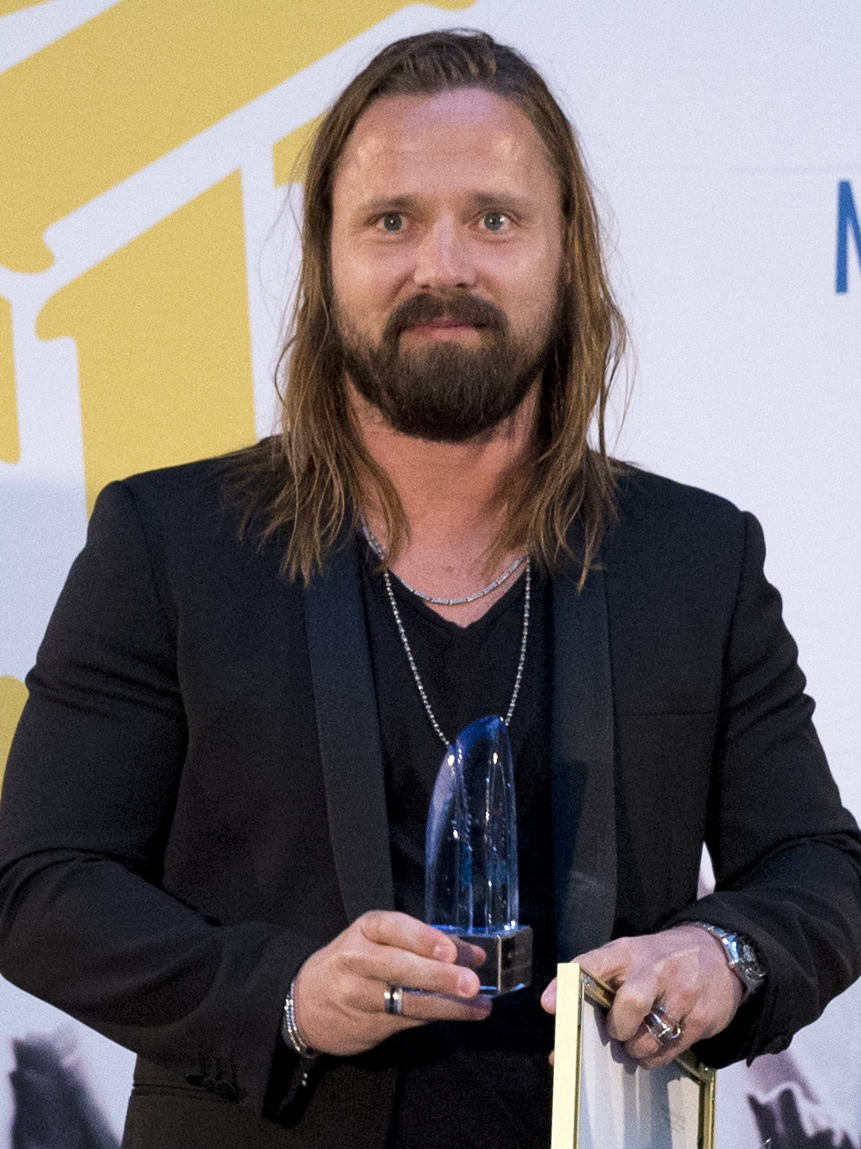
مکس مارتین در نوشتن ۲۲ ترانه با سوئیفت همکاری کرده‌است، که چهارتای آن‌ها به رتبه یک در ۱۰۰ آهنگ داغ ایالات متحده رسیدند.

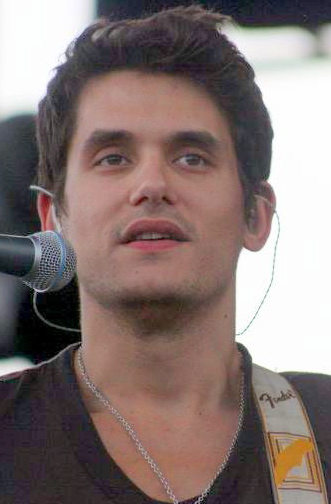
جان مایر با سوئیفت در «نیمی از قلبم» همکاری کرده‌است.

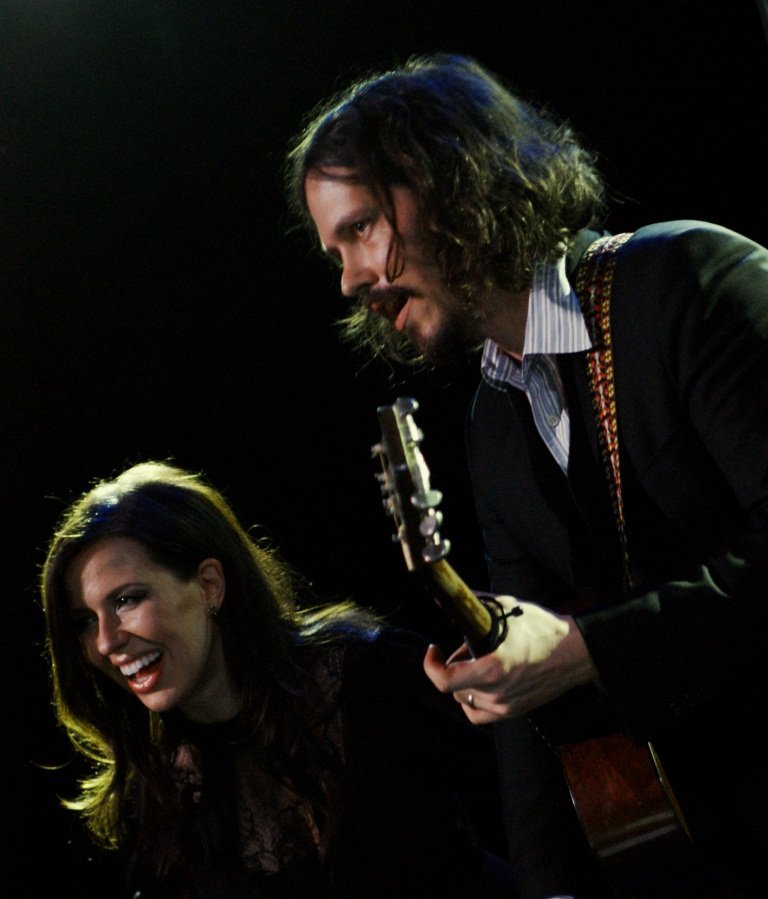
سیویل وارز در نوشتن و خواندن «امن و امان» همکاری کرده‌است.

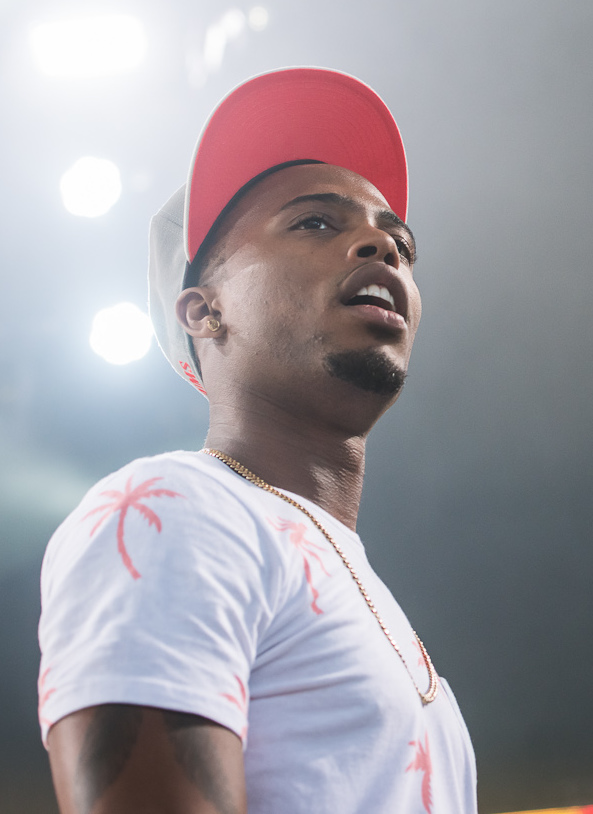
سوئیفت به‌عنوان نویسنده و خواننده مهمان در «هردوی ما» با بی. او. بی همکاری کرده‌است.

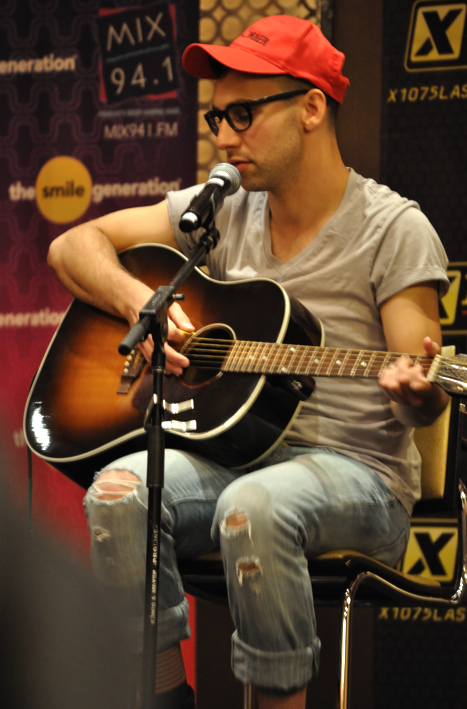
جک آنتونوف در تهیه‌کنندگی و نویسندگی «شیرین‌تر از داستان»، «نمی‌خواهم تا ابد زنده باشم»، و آهنگ‌هایی برای ۱۹۸۹، اعتبار، معشوق، فولکلور، همیشگی و بی‌باک (نسخه تیلور) همکاری کرده‌است.

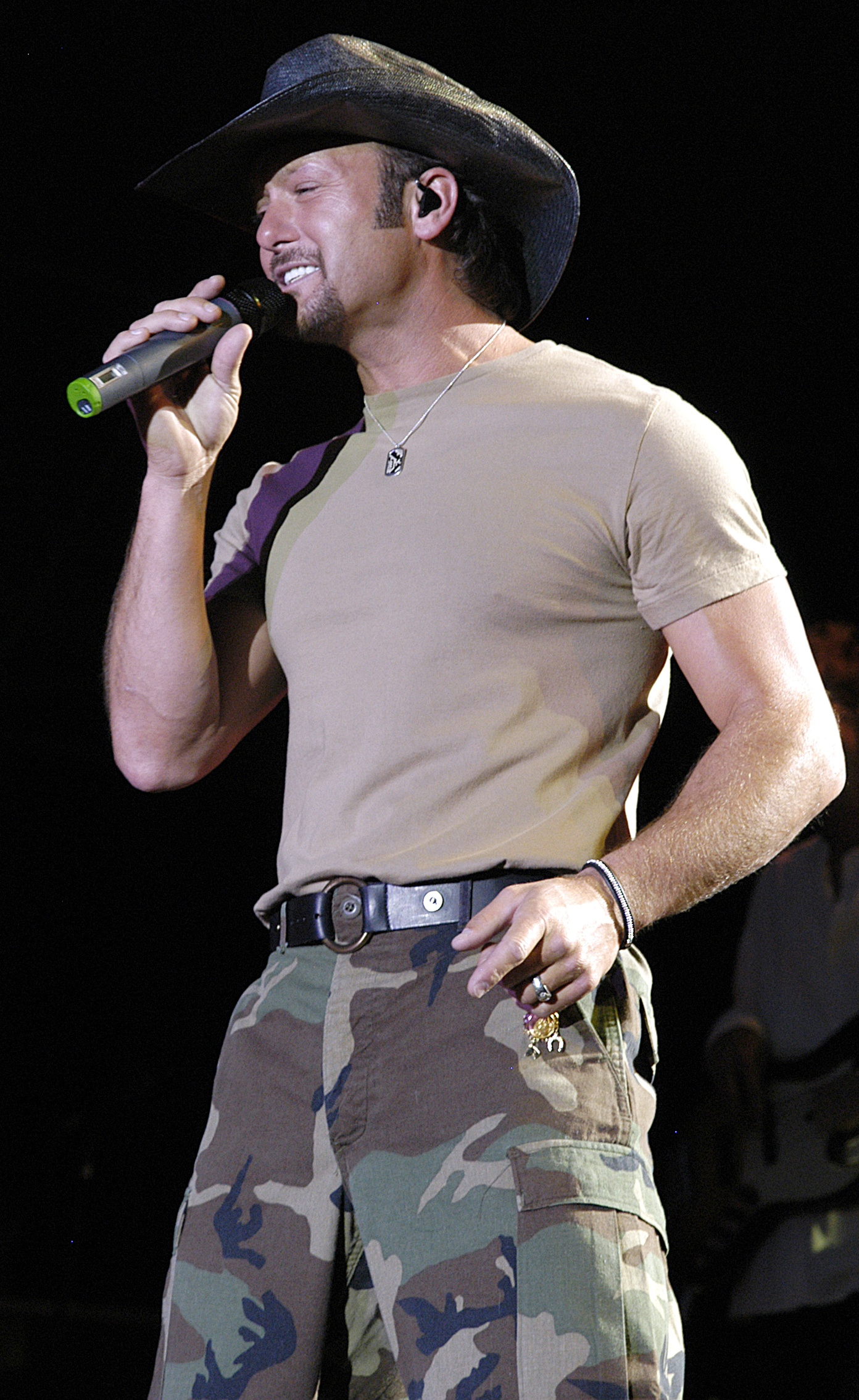
سوئیفت آوازهای مهمان برای «بزرگ‌راه اهمیت نمی‌دهد» اثر تیم مک‌گرا به همراهی کیث اربن ضبط کرده‌است.

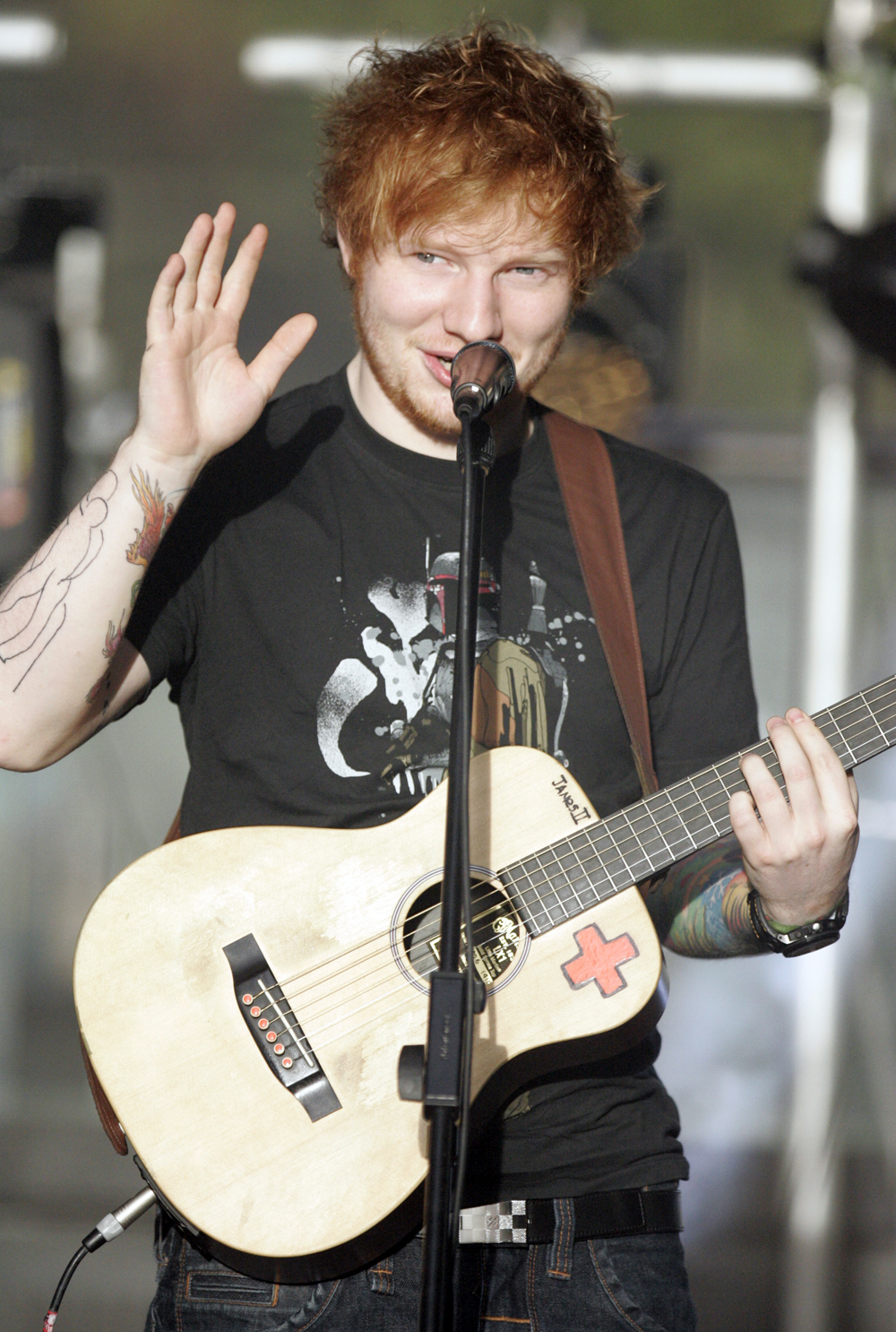
اد شیرن در نویسندگی «همه چیز تغییر کرده‌است» از سرخ و «آخر بازی» از اعتبار همکاری کرده، و به‌عنوان خواننده مهمان حضور یافته‌است.

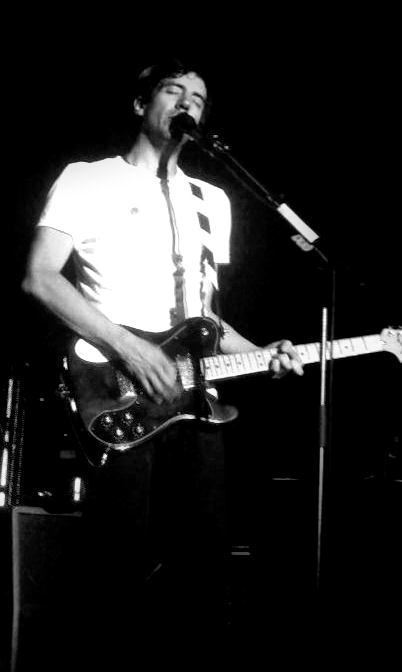
گری لایت‌بادی از اسنو پاترول در نوشتن «آخرین بار» همکاری کرده، و به‌عنوان خواننده مهمان حضور یافته‌است.

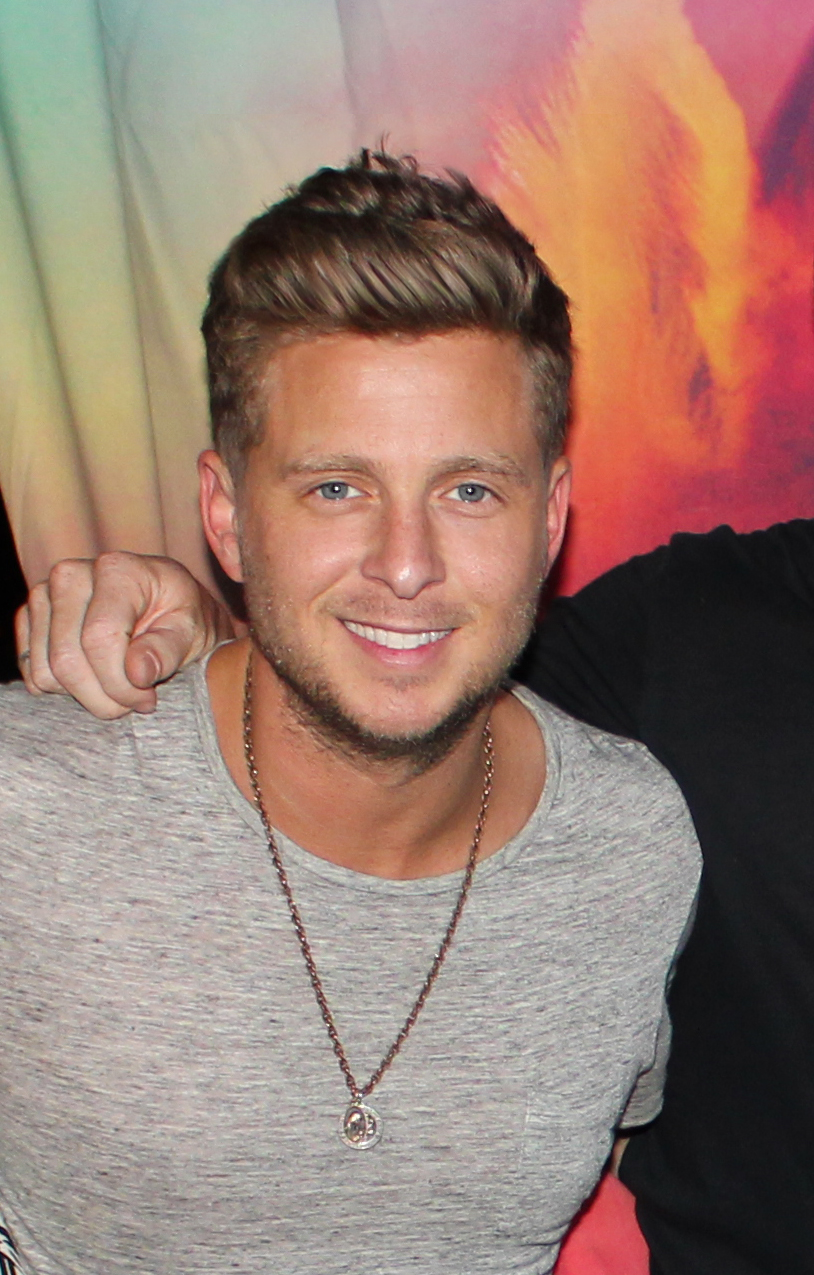
رایان تدر به‌عنوان تهیه‌کننده و نویسنده در «من جاهایی را می‌شناسم» و «به نیویورک خوش آمدید» از ۱۹۸۹ همکاری کرده‌است.

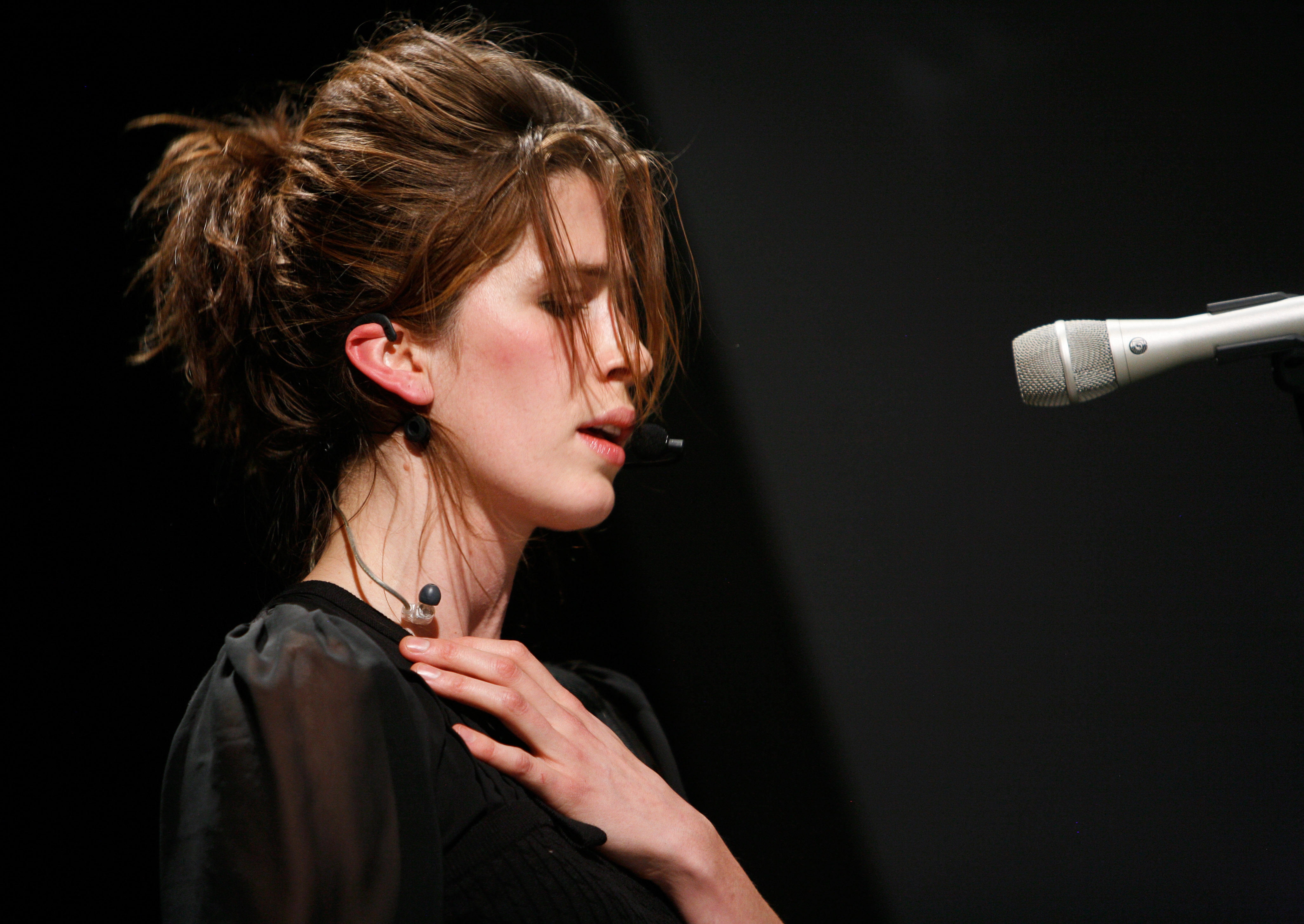
ایموجین هیپ به‌عنوان تهیه‌کننده و نویسنده در «پاک» از ۱۹۸۹ همکاری کرده‌است.

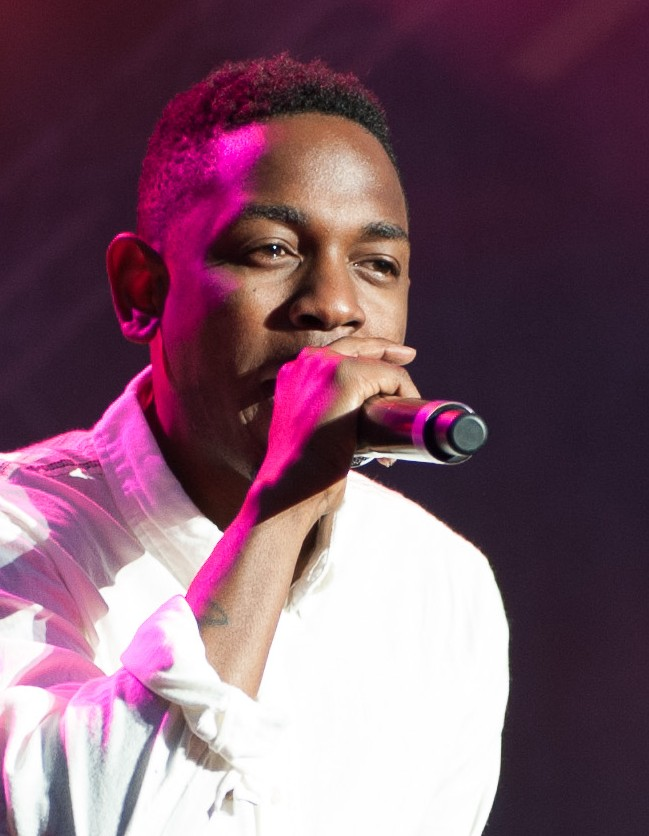
کندریک لامار در نوشتن ریمیکس «کینه» همکاری کرده، و به‌عنوان خواننده مهمان حضور یافته‌است.

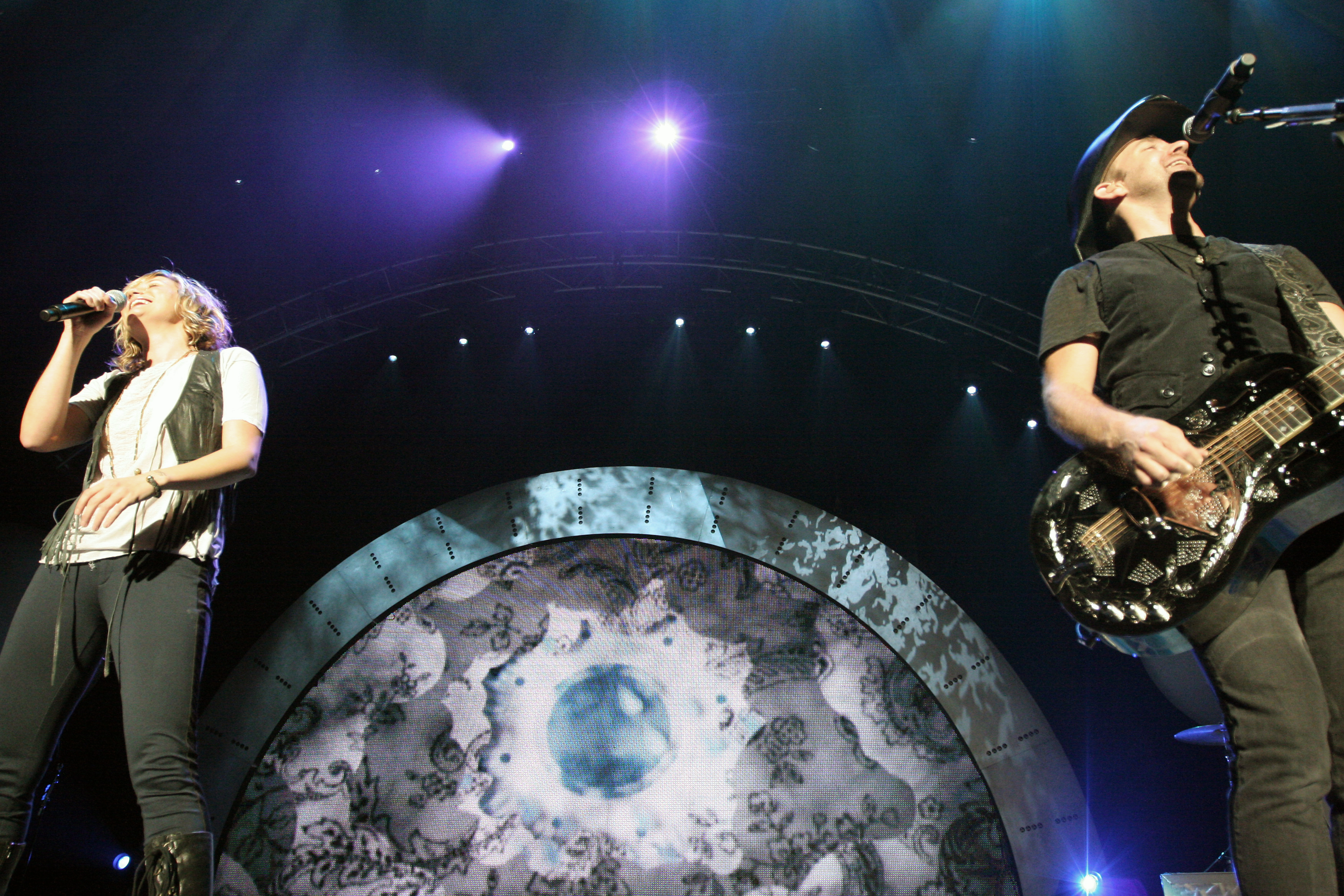
سوئیفت در نوشتن «عزیزم» با شوگرلند همکاری کرده، و به‌عنوان خواننده مهمان حضور یافته‌است.

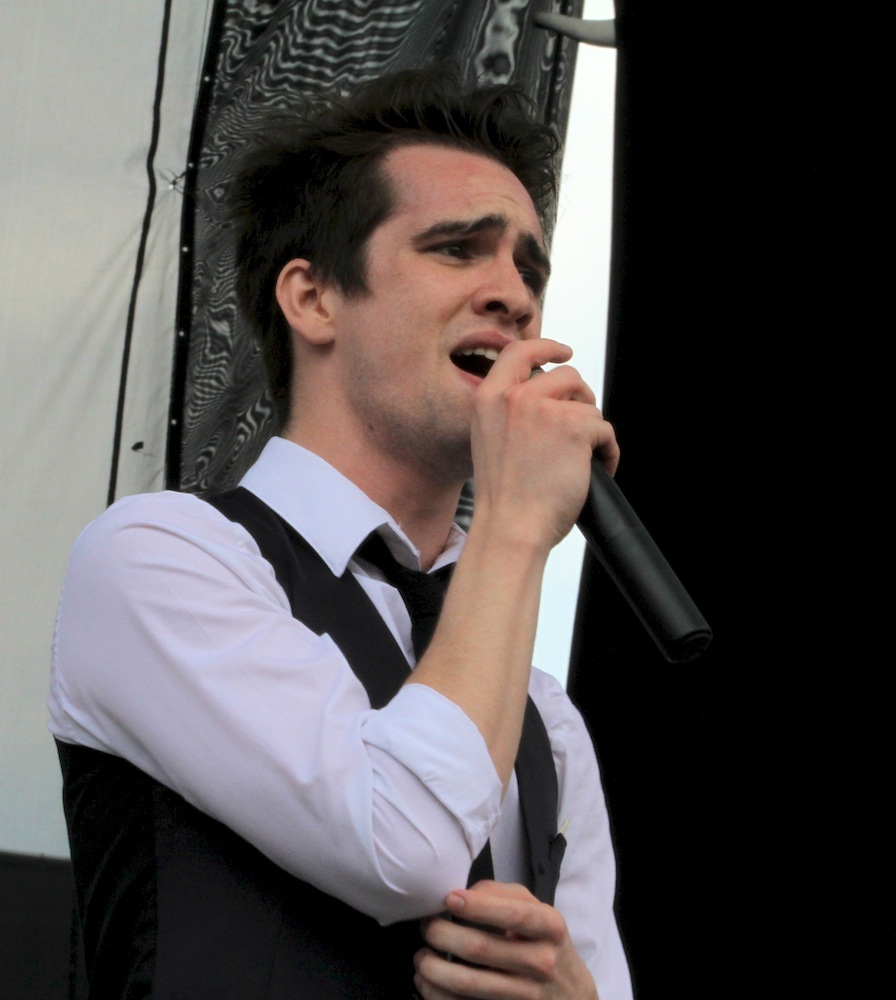
برندن یوری در نوشتن «من!» همکاری کرده، و به‌عنوان خواننده مهمان حضور یافته‌است.

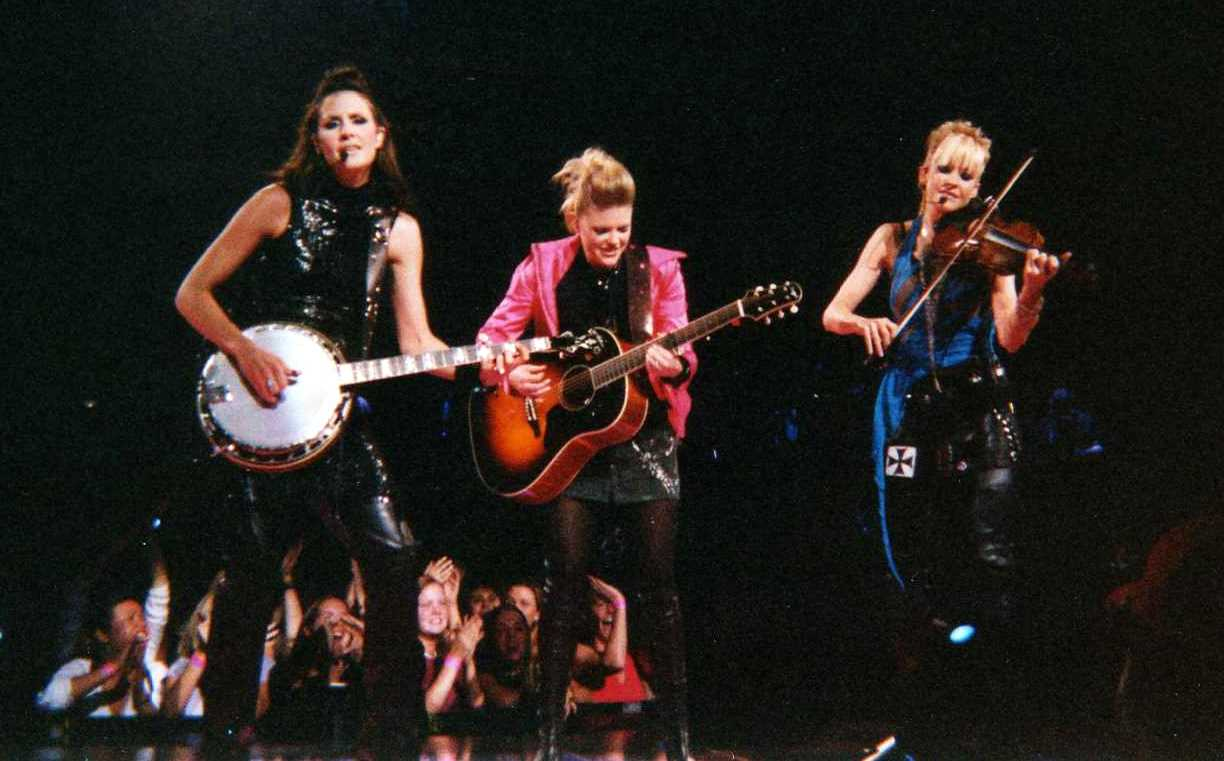
د دیکسی چیکس در «به‌زودی بهتر می‌شی» حضور یافته‌اند.

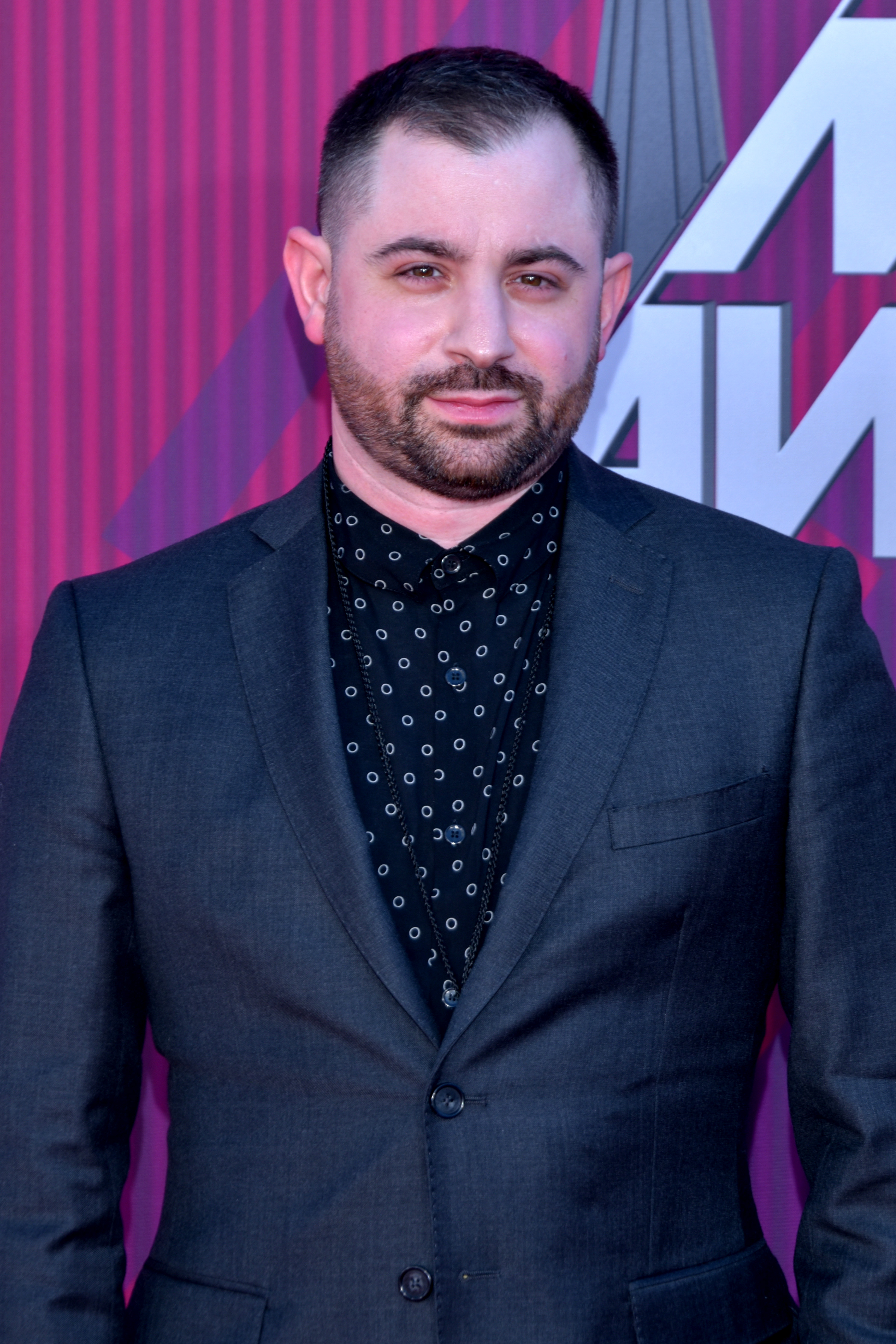
لوئیس بل در تهیه‌کنندگی و نویسندگی سه آهنگ از معشوق مشارکت کرده‌است.

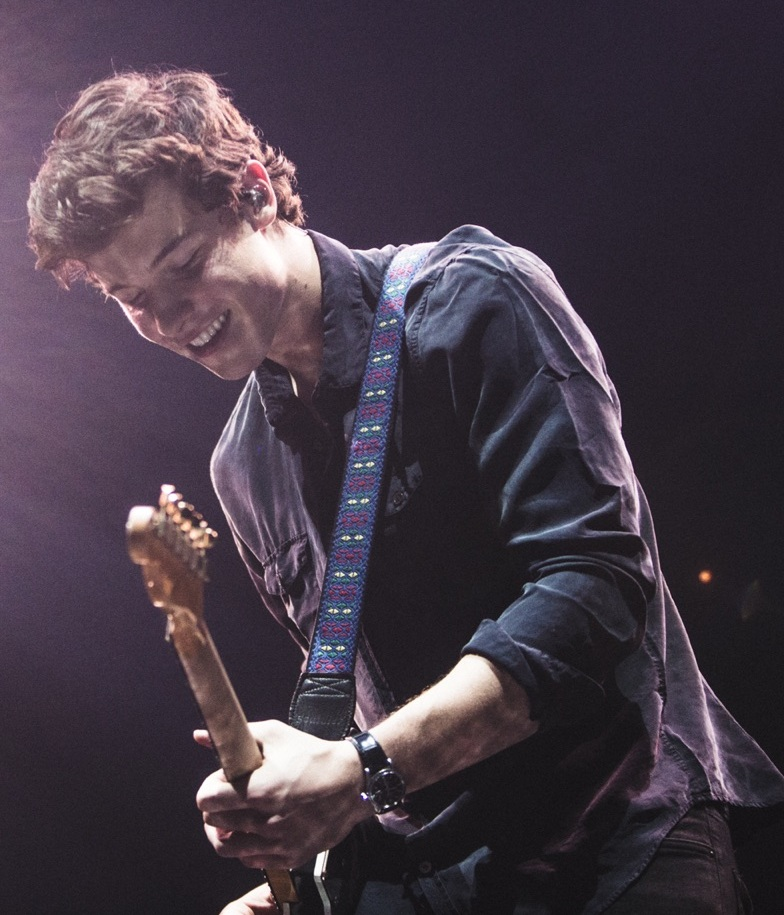
شان مندز در نوشتن و خواندن نسخه ریمیکس دوئت «معشوق» مشارکت کرده‌است.

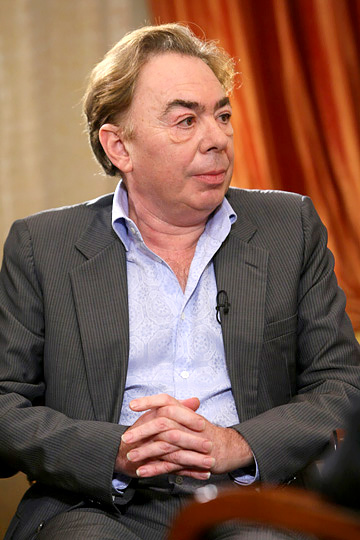
اندرو لوید وبر در نویسندگی و تهیه‌کنندگی «اشباح زیبا» از آلبوم موسیقی متن گربه‌ها: نکات برجسته از موسیقی متن فیلم همکاری کرده‌است.

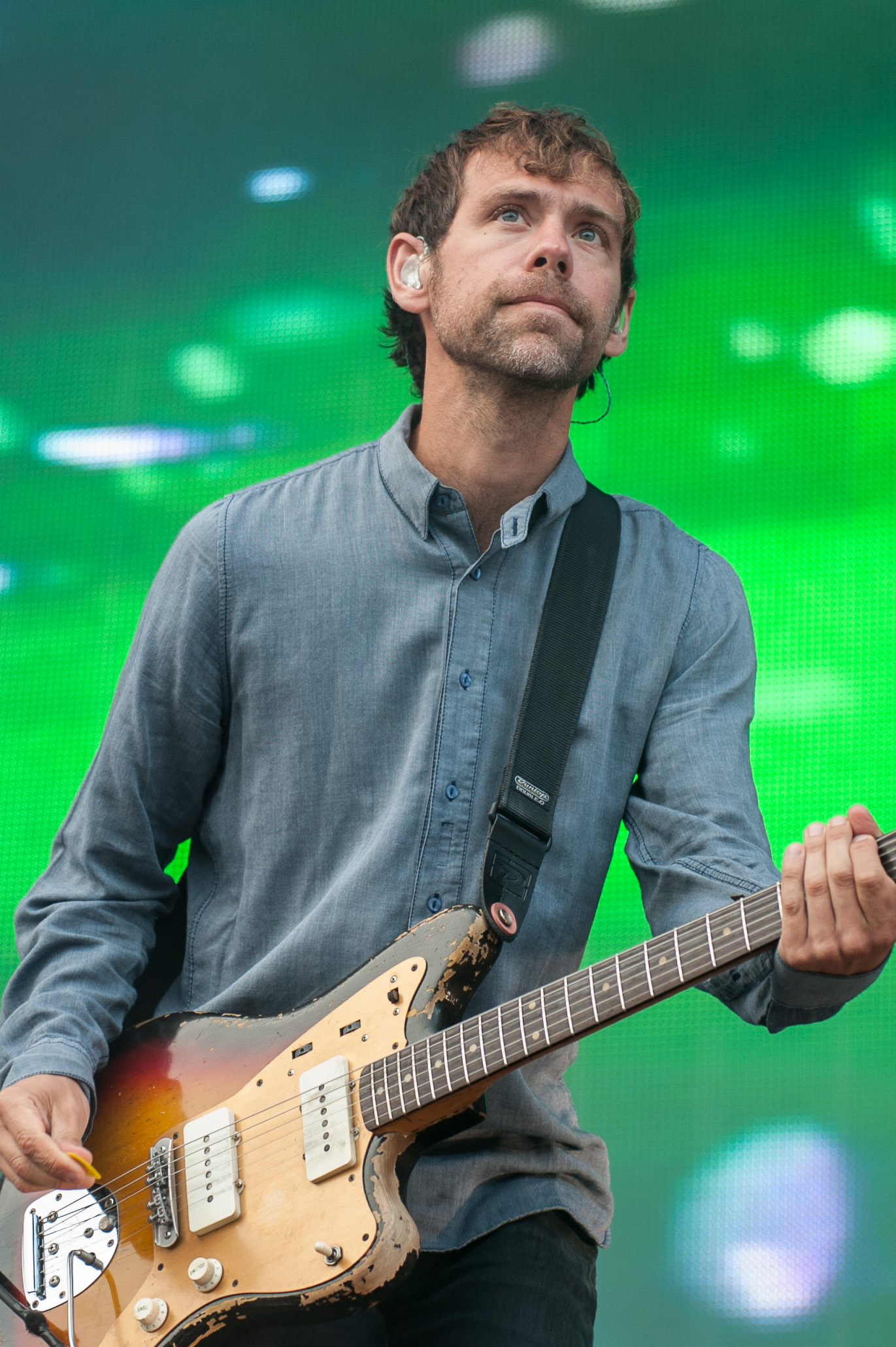
آرون دسنر در نوشتن نه آهنگ و تهیه‌کنندگی یازده آهنگ از فولکلور همکاری کرده‌است. او همچنین در نوشتن یازده آهنگ و تهیه‌کنندگی چهارده آهنگ از همیشگی و تهیه‌کنندگی دو آهنگ از بی‌باک (نسخه تیلور) مشارکت کرده‌است.

| نشان‌دهنده ترانه‌هایی است که سوئیفت آن‌ها را تنهایی نوشته‌است | نشان‌دهنده ترانه‌هایی است که سوئیفت آن‌ها را تنهایی نوشته‌است |

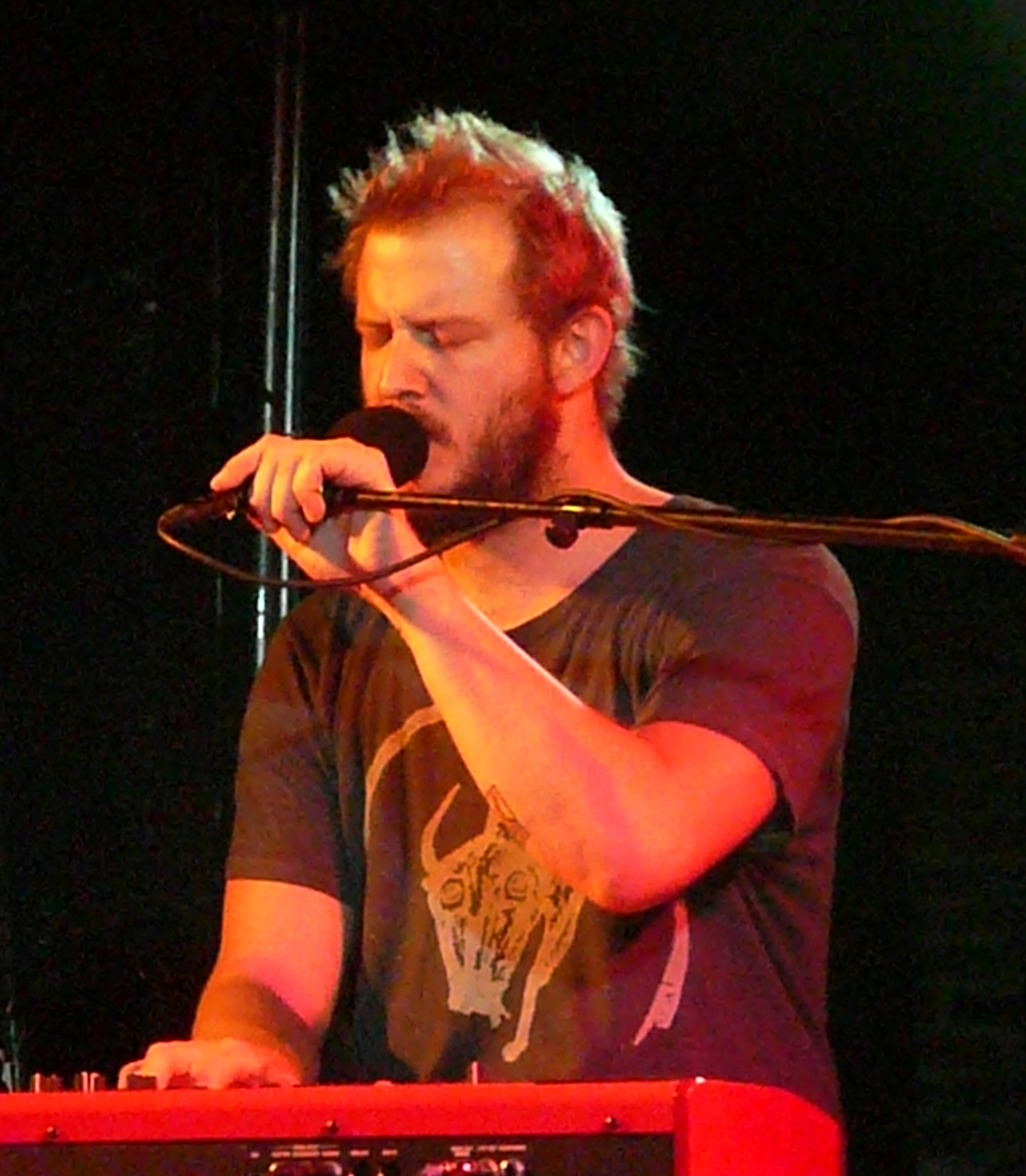
جاستین ورنن از بون ایور در نوشتن و اجرای «تبعید» و «همیشگی» مشارکت کرده‌است.

| ترانه                                                  | هنرمند(ها)                                            | نویسنده(ها)                                                       | آلبوم                                                             | سال         | م.            |
| ------------------------------------------------------ | ----------------------------------------------------- | ----------------------------------------------------------------- | ----------------------------------------------------------------- | ----------- | ------------- |
| «شماره یک»                                             | تیلور سوئیفت                                          | تیلور سوئیفت آرون دسنر                                            | فولکلور                                                           | ۲۰۲۰        | [ ۱۴ ]        |
| «۲۲»                                                   | تیلور سوئیفت                                          | تیلور سوئیفت مکس مارتین شلبک                                      | سرخ                                                               | ۲۰۱۲        | [ ۸ ]         |
| «پس فروزش»                                             | تیلور سوئیفت                                          | تیلور سوئیفت لوئیس بل فرانک دوکس                                  | معشوق                                                             | ۲۰۱۹        | [ ۱۹ ]        |
| «همه‌اش را خیلی خوب»                                    | تیلور سوئیفت                                          | تیلور سوئیفت لیز رز                                               | سرخ                                                               | ۲۰۱۲        | [ ۸ ]         |
| «تنها کاری که باید می‌کردی این بود که بمونی»            | تیلور سوئیفت                                          | تیلور سوئیفت مکس مارتین                                           | ۱۹۸۹                                                              | ۲۰۱۴        | [ ۱۱ ]        |
| «دختر آمریکایی» (بازخوانی)                             | تیلور سوئیفت                                          | تام پتی                                                           | ندارد                                                             | ۲۰۰۹        | [ ۲۰ ]        |
| «تیرانداز»                                             | تیلور سوئیفت                                          | تیلور سوئیفت جک آنتونوف                                           | معشوق                                                             | ۲۰۱۹        | [ ۲۱ ]        |
| «آگوست»                                                | تیلور سوئیفت                                          | تیلور سوئیفت جک آنتونوف                                           | فولکلور                                                           | ۲۰۲۰        | [ ۱۴ ]        |
| «عزیزم»                                                | شوگرلند به همراهی تیلور سوئیفت                        | تیلور سوئیفت پاتریک موناهان                                       | بزرگ‌تر                                                            | ۲۰۱۸        | [ ۲۲ ]        |
| «بازگشت به دسامبر»                                     | تیلور سوئیفت                                          | تیلور سوئیفت                                                      | حالا صحبت کن                                                      | ۲۰۱۰        | [ ۶ ]         |
| «کینه» (نسخه آلبوم)                                    | تیلور سوئیفت                                          | تیلور سوئیفت مکس مارتین شلبک                                      | ۱۹۸۹                                                              | ۲۰۱۴        | [ ۱۱ ]        |
| «کینه» (نسخه ریمیکس‌شده تک‌آهنگ)                         | تیلور سوئیفت به همراهی کندریک لامار                   | تیلور سوئیفت مکس مارتین شلبک کندریک لامار                         | ندارد                                                             | ۲۰۱۵        | [ ۲۴ ]        |
| «چشم‌های زیبا»                                          | تیلور سوئیفت                                          | تیلور سوئیفت                                                      | چشم‌های زیبا                                                       | ۲۰۰۸        | [ ۳ ]         |
| «اشباح زیبا»                                           | تیلور سوئیفت                                          | تیلور سوئیفت اندرو لوید وبر                                       | گربه‌ها: نکات برجسته از موسیقی متن فیلم                            | ۲۰۱۹        | [ ۲۵ ]        |
| «آغاز دوباره»                                          | تیلور سوئیفت                                          | تیلور سوئیفت                                                      | سرخ                                                               | ۲۰۱۲        | [ ۸ ]         |
| «بهترین روز»                                           | تیلور سوئیفت                                          | تیلور سوئیفت                                                      | بی‌باک و بی‌باک (نسخه تیلور)                                        | ۲۰۰۸ و ۲۰۲۱ | [ ۲۶ ]        |
| «چشم‌های بتی دیویس» (بازخوانی زنده)                     | تیلور سوئیفت                                          | دونا وایس جکی دی‌شنن                                               | تور جهانی حالا صحبت کن – زنده                                     | ۲۰۱۱        | [ ۲۷ ]        |
| «بهتر از انتقام»                                       | تیلور سوئیفت                                          | تیلور سوئیفت                                                      | حالا صحبت کن                                                      | ۲۰۱۰        | [ ۶ ]         |
| «بتی»                                                  | تیلور سوئیفت                                          | تیلور سوئیفت ویلیام بوری                                          | فولکلور                                                           | ۲۰۲۰        | [ ۱۴ ]        |
| «ستاره بزرگ» (زنده)                                    | کنی چزنی به همراهی تیلور سوئیفت                       | استفانی اسمیت                                                     | زنده در ملت بی‌کفش                                                 | ۲۰۱۷        | [ ۲۸ ]        |
| «فضای خالی»                                            | تیلور سوئیفت                                          | تیلور سوئیفت مکس مارتین شلبک                                      | ۱۹۸۹                                                              | ۲۰۱۴        | [ ۱۱ ]        |
| «هردوی ما»                                             | بی. او. بی به همراهی تیلور سوئیفت                     | بابی ری سیمونز جونیور تیلور سوئیفت آمار مالیک دکتر لوک هنری والتر | ابرهای عجیب                                                       | ۲۰۱۲        | [ ۲۹ ]        |
| «نفس بکش»                                              | تیلور سوئیفت به همراهی کلبی کایلات                    | تیلور سوئیفت کلبی کایلات                                          | بی‌باک و بی‌باک (نسخه تیلور)                                        | ۲۰۰۸ و ۲۰۲۱ | [ ۲۶ ]        |
| «نفس گیر» (بازخوانی)                                   | تیلور سوئیفت                                          | کوین گریفین                                                       | اکنون برای هائیتی امیدوارم                                        | ۲۰۱۰        | [ ۳۰ ]        |
| «بای بای بیبی»                                         | تیلور سوئیفت                                          | تیلور سوئیفت لیز رز                                               | بی‌باک (نسخه تیلور)                                                | ۲۰۲۱        | [ ۳۱ ]        |
| «هرچه دوست داری صدایش کن»                              | تیلور سوئیفت                                          | تیلور سوئیفت جک آنتونوف                                           | اعتبار                                                            | ۲۰۱۷        | [ ۱۲ ]        |
| «ژاکت کش‌باف پشمی»                                      | تیلور سوئیفت                                          | تیلور سوئیفت آرون دسنر                                            | فولکلور                                                           | ۲۰۲۰        | [ ۱۴ ]        |
| «مشکلات پیش‌پاافتاده»                                   | تیلور سوئیفت                                          | تیلور سوئیفت ویلیام بوری                                          | همیشگی                                                            | ۲۰۲۰        | [ ۳۲ ]        |
| «تغییر»                                                | تیلور سوئیفت                                          | تیلور سوئیفت                                                      | موسیقی متن تیم ای‌تی‌اندتی ایالات متحده، بی‌باک و بی‌باک (نسخه تیلور) | ۲۰۰۸ و ۲۰۲۱ | [ ۲۶ ]        |
| «کریسمس باید چیزی بیشتر از این باشد»                   | تیلور سوئیفت                                          | تیلور سوئیفت                                                      | صدای فصل                                                          | ۲۰۰۷        | [ ۳۳ ]        |
| «مزرعه درخت کریسمس»                                    | تیلور سوئیفت                                          | تیلور سوئیفت                                                      | ندارد                                                             | ۲۰۱۹        | [ ۳۴ ]        |
| «کریسمس وقتی بود که تو مال من بودی»                    | تیلور سوئیفت                                          | تیلور سوئیفت لیز رز نیتن چپمن                                     | صدای فصل                                                          | ۲۰۰۷        | [ ۳۳ ]        |
| «پاک»                                                  | تیلور سوئیفت                                          | تیلور سوئیفت ایموجین هیپ                                          | ۱۹۸۹                                                              | ۲۰۱۴        | [ ۱۱ ]        |
| «خاتمه»                                                | تیلور سوئیفت                                          | تیلور سوئیفت آرون دسنر                                            | همیشگی                                                            | ۲۰۲۰        | [ ۳۲ ]        |
| «سرد مثل تو»                                           | تیلور سوئیفت                                          | تیلور سوئیفت لیز رز                                               | تیلور سوئیفت                                                      | ۲۰۰۶        | [ ۲ ]         |
| «بازگرد… اینجا باش»                                    | تیلور سوئیفت                                          | تیلور سوئیفت دن ویلسون                                            | سرخ (نسخه لوکس)                                                   | ۲۰۱۲        | [ ۸ ]         |
| «با باران بیا»                                         | تیلور سوئیفت                                          | تیلور سوئیفت لیز رز                                               | بی‌باک (نسخه پلاتین) و بی‌باک (نسخه تیلور)                          | ۲۰۰۹ و ۲۰۲۱ | [ ۲۶ ]        |
| «جزیره کنی»                                            | تیلور سوئیفت به همراهی د نشنال                        | تیلور سوئیفت آرون دسنر برایس دسنر ویلیام بوری                     | همیشگی                                                            | ۲۰۲۰        | [ ۳۲ ]        |
| «خیابان کرنلیا»                                        | تیلور سوئیفت                                          | تیلور سوئیفت                                                      | معشوق                                                             | ۲۰۱۹        | [ ۱۹ ]        |
| «کابوی مثل من»                                         | تیلور سوئیفت                                          | تیلور سوئیفت آرون دسنر                                            | همیشگی                                                            | ۲۰۲۰        | [ ۳۲ ]        |
| «دیوانه‌تر»                                             | تیلور سوئیفت                                          | تیلور سوئیفت رابرت الیس اورال                                     | هانا مونتانا: فیلم                                                | ۲۰۰۹        | [ ۳۵ ]        |
| «تابستان ظالم»                                         | تیلور سوئیفت                                          | تیلور سوئیفت جک آنتونوف سنت وینسنت                                | معشوق                                                             | ۲۰۱۹        | [ ۱۹ ]        |
| «می‌رقصیم درحالی که دست‌هامون بهم گره‌خورده»              | تیلور سوئیفت                                          | تیلور سوئیفت مکس مارتین شلبک اسکار هولتر                          | اعتبار                                                            | ۲۰۱۷        | [ ۱۲ ]        |
| «روز روشن»                                             | تیلور سوئیفت                                          | تیلور سوئیفت                                                      | معشوق                                                             | ۲۰۱۹        | [ ۱۹ ]        |
| «مرگ بر اثر هزار برش»                                  | تیلور سوئیفت                                          | تیلور سوئیفت جک آنتونوف                                           | معشوق                                                             | ۲۰۱۹        | [ ۱۹ ]        |
| «جان عزیز»                                             | تیلور سوئیفت                                          | تیلور سوئیفت                                                      | حالا صحبت کن                                                      | ۲۰۱۰        | [ ۶ ]         |
| «ظریف»                                                 | تیلور سوئیفت                                          | تیلور سوئیفت مکس مارتین شلبک                                      | اعتبار                                                            | ۲۰۱۷        | [ ۱۲ ]        |
| «سرزنشم نکن»                                           | تیلور سوئیفت                                          | تیلور سوئیفت مکس مارتین شلبک                                      | اعتبار                                                            | ۲۰۱۷        | [ ۱۲ ]        |
| «تو نیستی»                                             | تیلور سوئیفت                                          | تیلور سوئیفت تامی لی جونز                                         | بی‌باک (نسخه تیلور)                                                | ۲۰۲۱        | [ ۳۱ ]        |
| «دوروتی»                                               | تیلور سوئیفت                                          | تیلور سوئیفت آرون دسنر                                            | همیشگی                                                            | ۲۰۲۰        | [ ۳۲ ]        |
| «لباس»                                                 | تیلور سوئیفت                                          | تیلور سوئیفت جک آنتونوف                                           | اعتبار                                                            | ۲۰۱۷        | [ ۱۲ ]        |
| «قطره‌های مشتری» (بازخوانی زنده)                        | تیلور سوئیفت                                          | چارلی کالین راب هاشکس جیمی استافورد پاتریک موناهان اسکات آندروود  | تور جهانی حالا صحبت کن – زنده                                     | ۲۰۱۱        | [ ۲۷ ]        |
| «جادو شده»                                             | تیلور سوئیفت                                          | تیلور سوئیفت                                                      | حالا صحبت کن                                                      | ۲۰۱۰        | [ ۶ ]         |
| «آخر بازی»                                             | تیلور سوئیفت به همراهی اد شیرن و فیوچر                | تیلور سوئیفت مکس مارتین شلبک اد شیرن نوادیوس ویلبرن               | اعتبار                                                            | ۲۰۱۷        | [ ۱۲ ]        |
| «افسانه»                                               | تیلور سوئیفت                                          | تیلور سوئیفت آرون دسنر                                            | فولکلور                                                           | ۲۰۲۰        | [ ۱۴ ]        |
| «همیشگی»                                               | تیلور سوئیفت به همراهی بون ایور                       | تیلور سوئیفت جاستین ورنن ویلیام بوری                              | همیشگی                                                            | ۲۰۲۰        | [ ۳۲ ]        |
| «همه چیز تغییر کرده‌است»                                | تیلور سوئیفت به همراهی اد شیرن                        | تیلور سوئیفت اد شیرن                                              | سرخ                                                               | ۲۰۱۲        | [ ۸ ]         |
| «تبعید»                                                | تیلور سوئیفت به همراهی بون ایور                       | تیلور سوئیفت جاستین ورنن ویلیام بوری                              | فولکلور                                                           | ۲۰۲۰        | [ ۱۴ ]        |
| «چشم باز»                                              | تیلور سوئیفت                                          | تیلور سوئیفت                                                      | بازی‌های گرسنگی                                                    | ۲۰۱۲        | [ ۳۶ ]        |
| «خدای دروغین»                                          | تیلور سوئیفت                                          | تیلور سوئیفت جک آنتونوف                                           | معشوق                                                             | ۲۰۱۹        | [ ۱۹ ]        |
| «بی‌باک»                                                | تیلور سوئیفت                                          | تیلور سوئیفت لیز رز هیلری لینزی                                   | بی‌باک و بی‌باک (نسخه تیلور)                                        | ۲۰۰۸ و ۲۰۲۱ | [ ۲۶ ]        |
| «پانزده»                                               | تیلور سوئیفت                                          | تیلور سوئیفت                                                      | بی‌باک و بی‌باک (نسخه تیلور)                                        | ۲۰۰۸ و ۲۰۲۱ | [ ۲۶ ]        |
| «تا ابد و همیشه»                                       | تیلور سوئیفت                                          | تیلور سوئیفت                                                      | بی‌باک و بی‌باک (نسخه تیلور)                                        | ۲۰۰۸ و ۲۰۲۱ | [ ۲۶ ]        |
| «تا ابد و همیشه» (نسخه پیانو)                          | تیلور سوئیفت                                          | تیلور سوئیفت                                                      | بی‌باک (نسخه پلاتین) و بی‌باک (نسخه تیلور)                          | ۲۰۰۹ و ۲۰۲۱ | [ ۲۶ ]        |
| «گازوئیل»                                              | هایم و تیلور سوئیفت                                   | دنیل هایم استی هایم آلنا هایم رستم باتمانقلیچ آریل رچتشاید        | زنان در موسیقی بخش ۳ (نسخه توسعه‌یافته)                            | ۲۰۲۱        | [ ۳۷ ]        |
| «ماشین فرار»                                           | تیلور سوئیفت                                          | تیلور سوئیفت جک آنتونوف                                           | اعتبار                                                            | ۲۰۱۷        | [ ۱۲ ]        |
| «دختری در خانه»                                        | تیلور سوئیفت                                          | تیلور سوئیفت                                                      | سرخ (نسخه لوکس)                                                   | ۲۰۱۲        | [ ۸ ]         |
| «گلد راش»                                              | تیلور سوئیفت                                          | تیلور سوئیفت جک آنتونوف                                           | همیشگی                                                            | ۲۰۲۰        | [ ۳۲ ]        |
| «جذاب»                                                 | تیلور سوئیفت                                          | تیلور سوئیفت مکس مارتین شلبک                                      | اعتبار                                                            | ۲۰۱۷        | [ ۱۲ ]        |
| «نیمی از قلبم» (نسخه آلبوم)                            | جان مایر به همراهی تیلور سوئیفت                       | جان مایر                                                          | مطالعات نبرد                                                      | ۲۰۰۹        | [ ۳۸ ]        |
| «خوشحالی»                                              | تیلور سوئیفت                                          | تیلور سوئیفت آرون دسنر                                            | همیشگی                                                            | ۲۰۲۰        | [ ۳۲ ]        |
| «جادوشده»                                              | تیلور سوئیفت                                          | تیلور سوئیفت                                                      | حالا صحبت کن                                                      | ۲۰۱۰        | [ ۶ ]         |
| «هی استفان»                                            | تیلور سوئیفت                                          | تیلور سوئیفت                                                      | بی‌باک و بی‌باک (نسخه تیلور)                                        | ۲۰۰۸ و ۲۰۲۱ | [ ۲۶ ]        |
| «بزرگ‌راه اهمیت نمی‌دهد»                                 | تیم مک‌گرا و تیلور سوئیفت به همراهی کیث اربن           | مارک ایروین جاش کیر برد وارن برت وارن                             | دو مسیر آزادی                                                     | ۲۰۱۳        | [ ۳۹ ]        |
| «شوخی فریب‌آمیز»                                        | تیلور سوئیفت                                          | تیلور سوئیفت آرون دسنر                                            | فولکلور                                                           | ۲۰۲۰        | [ ۱۴ ]        |
| «صبر کن» (بازخوانی زنده)                               | جک اینگرام به همراهی تیلور سوئیفت                     | بلو سندرز                                                         | راپسودی اوریجینالز                                                | ۲۰۰۷        | [ ۴۰ ]        |
| «خاک مقدس»                                             | تیلور سوئیفت                                          | تیلور سوئیفت                                                      | سرخ                                                               | ۲۰۱۲        | [ ۸ ]         |
| «چگونه دختری را بدست آوری»                             | تیلور سوئیفت                                          | تیلور سوئیفت مکس مارتین شلبک                                      | ۱۹۸۹                                                              | ۲۰۱۴        | [ ۱۱ ]        |
| «تقریباً انجامش می‌دم»                                   | تیلور سوئیفت                                          | تیلور سوئیفت                                                      | سرخ                                                               | ۲۰۱۲        | [ ۸ ]         |
| «من کار بدی کردم»                                      | تیلور سوئیفت                                          | تیلور سوئیفت مکس مارتین شلبک                                      | اعتبار                                                            | ۲۰۱۷        | [ ۱۲ ]        |
| «نمی‌خواهم تا ابد زنده باشم»                            | زین مالیک و تیلور سوئیفت                              | تیلور سوئیفت سام دیو جک آنتونوف                                   | پنجاه طیف تاریک‌تر: موسیقی متن اصلی فیلم                           | ۲۰۱۶        | [ ۴۱ ]        |
| «من فراموش کردم که تو وجود داشتی»                      | تیلور سوئیفت                                          | تیلور سوئیفت لوئیس بل فرانک دوکس                                  | معشوق                                                             | ۲۰۱۹        | [ ۱۹ ]        |
| «قلبم؟»                                                | تیلور سوئیفت                                          | تیلور سوئیفت                                                      | چشم‌های زیبا                                                       | ۲۰۰۸        | [ ۳ ]         |
| «می‌دانستم تو مشکل‌سازی»                                 | تیلور سوئیفت                                          | تیلور سوئیفت مکس مارتین شلبک                                      | سرخ                                                               | ۲۰۱۲        | [ ۸ ]         |
| «من جاهایی را می‌شناسم»                                 | تیلور سوئیفت                                          | تیلور سوئیفت رایان تدر                                            | ۱۹۸۹                                                              | ۲۰۱۴        | [ ۱۱ ]        |
| «من فکر می‌کنم او می‌داند»                               | تیلور سوئیفت                                          | تیلور سوئیفت جک آنتونوف                                           | معشوق                                                             | ۲۰۱۹        | [ ۱۹ ]        |
| «می‌خواهم برگردی» (بازخوانی زنده)                       | تیلور سوئیفت                                          | فردی پرن دیک ریچاردز بری گوردی آلفونسو میزل                       | تور جهانی حالا صحبت کن – زنده                                     | ۲۰۱۱        | [ ۲۷ ]        |
| «آرزو می‌کنم بخواهی»                                    | تیلور سوئیفت                                          | تیلور سوئیفت جک آنتونوف                                           | ۱۹۸۹                                                              | ۲۰۱۴        | [ ۱۱ ]        |
| «اگر این فیلم بود»                                     | تیلور سوئیفت                                          | تیلور سوئیفت مارتین جانسون                                        | حالا صحبت کن (نسخه لوکس)                                          | ۲۰۱۰        | [ ۶ ]         |
| «روابط نامشروع»                                        | تیلور سوئیفت                                          | تیلور سوئیفت جک آنتونوف                                           | فولکلور                                                           | ۲۰۲۰        | [ ۱۴ ]        |
| «بی‌گناه»                                               | تیلور سوئیفت                                          | تیلور سوئیفت                                                      | حالا صحبت کن                                                      | ۲۰۱۰        | [ ۶ ]         |
| «نامرئی»                                               | تیلور سوئیفت                                          | تیلور سوئیفت رابرت الیس اورال                                     | تیلور سوئیفت (نسخه لوکس)                                          | ۲۰۰۷        | [ ۲ ]         |
| «نخ نامرئی»                                            | تیلور سوئیفت                                          | تیلور سوئیفت آرون دسنر                                            | فولکلور                                                           | ۲۰۲۰        | [ ۱۴ ]        |
| «دوست داشتن خوب است»                                   | تیلور سوئیفت                                          | تیلور سوئیفت لوئیس بل فرانک دوکس                                  | معشوق                                                             | ۲۰۱۹        | [ ۱۹ ]        |
| «وقت رفتنه»                                            | تیلور سوئیفت                                          | تیلور سوئیفت آرون دسنر                                            | همیشگی (نسخه لوکس)                                                | ۲۰۲۰        | [ ۴۲ ]        |
| «من دروغ می‌گم»                                         | تیلور سوئیفت                                          | تیلور سوئیفت                                                      | ندارد                                                             | ۲۰۰۶        | [ ۴۳ ] [ ۴۴ ] |
| «من فقط وقتی با تو هستم خودمم»                         | تیلور سوئیفت                                          | تیلور سوئیفت رابرت الیس اورال آنجلو پتراگلیا                      | تیلور سوئیفت (نسخه لوکس)                                          | ۲۰۰۷        | [ ۲ ]         |
| «ایوی»                                                 | تیلور سوئیفت                                          | تیلور سوئیفت جک آنتونوف آرون دسنر                                 | همیشگی                                                            | ۲۰۲۰        | [ ۳۲ ]        |
| «پرش سپس سقوط»                                         | تیلور سوئیفت                                          | تیلور سوئیفت                                                      | بی‌باک (نسخه پلاتین)، روز ولنتاین: موسیقی متن و بی‌باک (نسخه تیلور) | ۲۰۰۹ و ۲۰۲۱ | [ ۲۶ ] [ ۴۵ ] |
| «پادشاه قلبم»                                          | تیلور سوئیفت                                          | تیلور سوئیفت مکس مارتین شلبک                                      | اعتبار                                                            | ۲۰۱۷        | [ ۱۲ ]        |
| «دریاچه‌ها»                                             | تیلور سوئیفت                                          | تیلور سوئیفت جک آنتونوف                                           | فولکلور (نسخه لوکس)                                               | ۲۰۲۰        | [ ۱۴ ]        |
| «آخرین کریسمس» (بازخوانی)                              | تیلور سوئیفت                                          | گرگ مایکل                                                         | صدای فصل                                                          | ۲۰۰۷        | [ ۳۳ ]        |
| «آخرین سلسله بزرگ آمریکایی»                            | تیلور سوئیفت                                          | تیلور سوئیفت آرون دسنر                                            | فولکلور                                                           | ۲۰۲۰        | [ ۱۴ ]        |
| «آخرین بوسه»                                           | تیلور سوئیفت                                          | تیلور سوئیفت                                                      | حالا صحبت کن                                                      | ۲۰۱۰        | [ ۶ ]         |
| «آخرین بار»                                            | تیلور سوئیفت به همراهی گری لایت‌بادی از اسنو پاترول    | تیلور سوئیفت گری لایت‌بادی جکنایف لی                               | سرخ                                                               | ۲۰۱۲        | [ ۸ ]         |
| «زنده باد»                                             | تیلور سوئیفت                                          | تیلور سوئیفت                                                      | حالا صحبت کن                                                      | ۲۰۱۰        | [ ۶ ]         |
| «زنده باد» (نسخه تک‌آهنگ)                               | تیلور سوئیفت به همراهی پائولا فرناندز                 | تیلور سوئیفت پائولا فرناندز                                       | تور جهانی حالا صحبت کن – زنده                                     | ۲۰۱۲        | [ ۲۷ ]        |
| «به‌طور خلاصه»                                          | تیلور سوئیفت                                          | تیلور سوئیفت آرون دسنر                                            | همیشگی                                                            | ۲۰۲۰        | [ ۳۲ ]        |
| «پسر لندنی»                                            | تیلور سوئیفت                                          | تیلور سوئیفت جک آنتونوف کوشس کلی سنویو                            | معشوق                                                             | ۲۰۱۹        | [ ۱۹ ]        |
| «نگاه کن مجبورم کردی چیکار کنم»                        | تیلور سوئیفت                                          | تیلور سوئیفت جک آنتونوف فرد فربراس ریچارد فربراس راب منزولی       | اعتبار                                                            | ۲۰۱۷        | [ ۱۲ ]        |
| «داستان عشق»                                           | تیلور سوئیفت                                          | تیلور سوئیفت                                                      | بی‌باک و بی‌باک (نسخه تیلور)                                        | ۲۰۰۸ و ۲۰۲۱ | [ ۲۶ ]        |
| «معشوق»                                                | تیلور سوئیفت                                          | تیلور سوئیفت                                                      | معشوق                                                             | ۲۰۱۹        | [ ۴۷ ]        |
| «معشوق (ریمیکس)»                                       | تیلور سوئیفت به همراهی شان مندز                       | تیلور سوئیفت شان مندز اسکات هریس                                  | ندارد                                                             | ۲۰۱۹        | [ ۴۸ ]        |
| «خوش‌شانس»                                              | تیلور سوئیفت                                          | تیلور سوئیفت                                                      | سرخ                                                               | ۲۰۱۲        | [ ۸ ]         |
| «مکاوایتی» (بازخوانی)                                  | تیلور سوئیفت و ادریس البا                             | اندرو لوید وبر تی. اس. الیوت                                      | گربه‌ها: نکات برجسته از موسیقی متن فیلم                            | ۲۰۱۹        | [ ۴۹ ]        |
| «زن دیوانه»                                            | تیلور سوئیفت                                          | تیلور سوئیفت آرون دسنر                                            | فولکلور                                                           | ۲۰۲۰        | [ ۱۴ ]        |
| «این مرد»                                              | تیلور سوئیفت                                          | تیلور سوئیفت جوئل لیتل                                            | معشوق                                                             | ۲۰۱۹        | [ ۱۹ ]        |
| «مارجوری»                                              | تیلور سوئیفت                                          | تیلور سوئیفت آرون دسنر                                            | همیشگی                                                            | ۲۰۲۰        | [ ۳۲ ]        |
| «آهنگ مری (اوه مای مای مای)»                           | تیلور سوئیفت                                          | تیلور سوئیفت لیز رز برایان ماهر                                   | تیلور سوئیفت                                                      | ۲۰۰۶        | [ ۲ ]         |
| «من!»                                                  | تیلور سوئیفت به همراهی برندن یوری از پنیک! ات د دیسکو | تیلور سوئیفت جوئل لیتل برندن یوری                                 | معشوق                                                             | ۲۰۱۹        | [ ۵۰ ]        |
| «مال من»                                               | تیلور سوئیفت                                          | تیلور سوئیفت                                                      | حالا صحبت کن                                                      | ۲۰۱۰        | [ ۶ ]         |
| «بدجنس»                                                | تیلور سوئیفت                                          | تیلور سوئیفت                                                      | حالا صحبت کن                                                      | ۲۰۱۰        | [ ۶ ]         |
| «توپ آینه‌ای»                                           | تیلور سوئیفت                                          | تیلور سوئیفت جک آنتونوف                                           | فولکلور                                                           | ۲۰۲۰        | [ ۱۴ ]        |
| «خانم آمریکایی و شاهزاده دل‌شکسته»                      | تیلور سوئیفت                                          | تیلور سوئیفت جوئل لیتل                                            | معشوق                                                             | ۲۰۱۹        | [ ۱۹ ]        |
| «لحظه‌ای که فهمیدم»                                     | تیلور سوئیفت                                          | تیلور سوئیفت                                                      | سرخ (نسخه لوکس)                                                   | ۲۰۱۲        | [ ۸ ]         |
| «آقای کاملاً خوب»                                       | تیلور سوئیفت                                          | تیلور سوئیفت                                                      | بی‌باک (نسخه تیلور)                                                | ۲۰۲۱        | [ ۳۱ ]        |
| «اشک‌های کمانه‌ای من»                                    | تیلور سوئیفت                                          | تیلور سوئیفت                                                      | فولکلور                                                           | ۲۰۲۰        | [ ۱۴ ]        |
| «هرگز بزرگ نشو»                                        | تیلور سوئیفت                                          | تیلور سوئیفت                                                      | حالا صحبت کن                                                      | ۲۰۱۰        | [ ۶ ]         |
| «رمانتیک جدید»                                         | تیلور سوئیفت                                          | تیلور سوئیفت مکس مارتین شلبک                                      | ۱۹۸۹ (نسخه لوکس)                                                  | ۲۰۱۴        | [ ۱۱ ]        |
| «روز عید»                                              | تیلور سوئیفت                                          | تیلور سوئیفت جک آنتونوف                                           | اعتبار                                                            | ۲۰۱۷        | [ ۱۲ ]        |
| «جسدی نیست، جرمی نیست»                                 | تیلور سوئیفت به همراهی هایم                           | تیلور سوئیفت                                                      | همیشگی                                                            | ۲۰۲۰        | [ ۳۲ ]        |
| «فقط جوانان»                                           | تیلور سوئیفت                                          | تیلور سوئیفت جوئل لیتل                                            | ندارد                                                             | ۲۰۲۰        | [ ۵۱ ]        |
| «آن‌سوی در»                                             | تیلور سوئیفت                                          | تیلور سوئیفت                                                      | بی‌باک (نسخه پلاتین) و بی‌باک (نسخه تیلور)                          | ۲۰۰۹ و ۲۰۲۱ | [ ۲۶ ]        |
| «آهنگ ما»                                              | تیلور سوئیفت                                          | تیلور سوئیفت                                                      | تیلور سوئیفت                                                      | ۲۰۰۶        | [ ۲ ]         |
| «مال ما»                                               | تیلور سوئیفت                                          | تیلور سوئیفت                                                      | حالا صحبت کن (نسخه لوکس)                                          | ۲۰۱۰        | [ ۶ ]         |
| «بیرون از جنگل‌ها»                                      | تیلور سوئیفت                                          | تیلور سوئیفت جک آنتونوف                                           | ۱۹۸۹                                                              | ۲۰۱۴        | [ ۱۱ ]        |
| «بیرون»                                                | تیلور سوئیفت                                          | تیلور سوئیفت                                                      | تیلور سوئیفت                                                      | ۲۰۰۶        | [ ۲ ]         |
| «حلقه‌های کاغذی»                                        | تیلور سوئیفت                                          | تیلور سوئیفت جک آنتونوف                                           | معشوق                                                             | ۲۰۱۹        | [ ۱۹ ]        |
| «صلح»                                                  | تیلور سوئیفت                                          | تیلور سوئیفت آرون دسنر                                            | فولکلور                                                           | ۲۰۲۰        | [ ۱۴ ]        |
| «قلبی بسیار خوب»                                       | تیلور سوئیفت                                          | تیلور سوئیفت برت جیمز تروی ورجس                                   | تیلور سوئیفت (نسخه لوکس)                                          | ۲۰۰۷        | [ ۲ ]         |
| «تصویر سوزاندنی»                                       | تیلور سوئیفت                                          | تیلور سوئیفت لیز رز                                               | تیلور سوئیفت                                                      | ۲۰۰۶        | [ ۲ ]         |
| «مکانی در این دنیا»                                    | تیلور سوئیفت                                          | تیلور سوئیفت رابرت الیس اورال آنجلو پتراگلیا                      | تیلور سوئیفت                                                      | ۲۰۰۶        | [ ۲ ]         |
| «... آماده‌ای؟»                                         | تیلور سوئیفت                                          | تیلور سوئیفت مکس مارتین شلبک علی پیامی                            | اعتبار                                                            | ۲۰۱۷        | [ ۱۲ ]        |
| «سرخ»                                                  | تیلور سوئیفت                                          | تیلور سوئیفت                                                      | سرخ                                                               | ۲۰۱۲        | [ ۸ ]         |
| «همان جایی که ترکم کردی»                               | تیلور سوئیفت                                          | تیلور سوئیفت آرون دسنر                                            | همیشگی (نسخه لوکس)                                                | ۲۰۲۰        | [ ۴۲ ]        |
| «رونان»                                                | تیلور سوئیفت                                          | تیلور سوئیفت مایا تامپسون                                         | ندارد                                                             | ۲۰۱۲        | [ ۵۲ ]        |
| «تراژدی زیبای غم‌انگیز»                                 | تیلور سوئیفت                                          | تیلور سوئیفت                                                      | سرخ                                                               | ۲۰۱۲        | [ ۸ ]         |
| «امن و امان»                                           | تیلور سوئیفت به همراهی سیویل وارز                     | تیلور سوئیفت جوی ویلیامز جان پل وایت تی بون برنت                  | بازی‌های گرسنگی                                                    | ۲۰۱۱        | [ ۳۶ ]        |
| «سانتا بیبی» (بازخوانی)                                | تیلور سوئیفت                                          | جوآن جاویتس فیلیپ اسپرینگر تونی اسپرینگر                          | صدای فصل                                                          | ۲۰۰۷        | [ ۳۳ ]        |
| «سپتامبر» (بازخوانی)                                   | تیلور سوئیفت                                          | ماوریس وایت آل مک‌کی آلی ویلیس                                     | تک‌آهنگ‌های اسپاتیفای                                               | ۲۰۱۸        | [ ۵۳ ]        |
| «هفت»                                                  | تیلور سوئیفت                                          | تیلور سوئیفت آرون دسنر                                            | فولکلور                                                           | ۲۰۲۰        | [ ۱۴ ]        |
| «از ذهنم پاکش کنم»                                     | تیلور سوئیفت                                          | تیلور سوئیفت مکس مارتین شلبک                                      | ۱۹۸۹                                                              | ۲۰۱۴        | [ ۱۱ ]        |
| «باید نه می‌گفتی»                                       | تیلور سوئیفت                                          | تیلور سوئیفت                                                      | تیلور سوئیفت                                                      | ۲۰۰۶        | [ ۲ ]         |
| «شب خاموش» (بازخوانی)                                  | تیلور سوئیفت                                          | جوزف مهر فرانسیس ژاور گروبار                                      | صدای فصل                                                          | ۲۰۰۷        | [ ۳۳ ]        |
| «پس پیش می‌ره…»                                         | تیلور سوئیفت                                          | تیلور سوئیفت مکس مارتین شلبک اسکار گورس                           | اعتبار                                                            | ۲۰۱۷        | [ ۱۲ ]        |
| «به‌زودی بهتر می‌شی»                                     | تیلور سوئیفت به همراهی دیکسی چیکس                     | تیلور سوئیفت جک آنتونوف                                           | معشوق                                                             | ۲۰۱۹        | [ ۱۹ ]        |
| «پرواز جرقه‌ها»                                         | تیلور سوئیفت                                          | تیلور سوئیفت                                                      | حالا صحبت کن                                                      | ۲۰۱۰        | [ ۶ ]         |
| «حالا صحبت کن»                                         | تیلور سوئیفت                                          | تیلور سوئیفت                                                      | حالا صحبت کن                                                      | ۲۰۱۰        | [ ۶ ]         |
| «نور ستاره»                                            | تیلور سوئیفت                                          | تیلور سوئیفت                                                      | سرخ                                                               | ۲۰۱۲        | [ ۸ ]         |
| «احساس مقدس»                                           | تیلور سوئیفت                                          | تیلور سوئیفت                                                      | سرخ                                                               | ۲۰۱۲        | [ ۸ ]         |
| «زیبا بمان»                                            | تیلور سوئیفت                                          | تیلور سوئیفت لیز رز                                               | تیلور سوئیفت                                                      | ۲۰۰۶        | [ ۲ ]         |
| «بمان بمان بمان»                                       | تیلور سوئیفت                                          | تیلور سوئیفت                                                      | سرخ                                                               | ۲۰۱۲        | [ ۸ ]         |
| «داستان ما»                                            | تیلور سوئیفت                                          | تیلور سوئیفت                                                      | حالا صحبت کن                                                      | ۲۰۱۰        | [ ۶ ]         |
| «استایل»                                               | تیلور سوئیفت                                          | تیلور سوئیفت مکس مارتین شلبک علی پیامی                            | ۱۹۸۹                                                              | ۲۰۱۴        | [ ۱۱ ]        |
| «سوپرمن»                                               | تیلور سوئیفت                                          | تیلور سوئیفت                                                      | حالا صحبت کن (نسخه لوکس)                                          | ۲۰۱۰        | [ ۶ ]         |
| «سوپراستار»                                            | تیلور سوئیفت                                          | تیلور سوئیفت                                                      | بی‌باک (نسخه پلاتین) و بی‌باک (نسخه تیلور)                          | ۲۰۰۹ و ۲۰۲۱ | [ ۲۶ ]        |
| «شیرین‌تر از داستان»                                    | تیلور سوئیفت                                          | تیلور سوئیفت جک آنتونوف                                           | موسیقی متن یک شانس                                                | ۲۰۱۳        | [ ۵۴ ]        |
| «اشک‌ها بر روی گیتارم»                                  | تیلور سوئیفت                                          | تیلور سوئیفت لیز رز                                               | تیلور سوئیفت                                                      | ۲۰۰۶        | [ ۲ ]         |
| «به من بگو چرا»                                        | تیلور سوئیفت                                          | تیلور سوئیفت لیز رز                                               | بی‌باک و بی‌باک (نسخه تیلور)                                        | ۲۰۰۸ و ۲۰۲۱ | [ ۲۶ ]        |
| «وقتی که»                                              | تیلور سوئیفت به همراهی کیث اربن                       | تیلور سوئیفت برد وارن برت وارن                                    | بی‌باک (نسخه تیلور)                                                | ۲۰۲۱        | [ ۳۱ ]        |
| «این منم درحال تلاش»                                   | تیلور سوئیفت                                          | تیلور سوئیفت جک آنتونوف                                           | فولکلور                                                           | ۲۰۲۰        | [ ۱۴ ]        |
| «این دلیلی است که ما نمی‌توانیم چیزهای خوب داشته باشیم» | تیلور سوئیفت                                          | تیلور سوئیفت جک آنتونوف                                           | اعتبار                                                            | ۲۰۱۷        | [ ۱۲ ]        |
| «این عشق»                                              | تیلور سوئیفت                                          | تیلور سوئیفت                                                      | ۱۹۸۹                                                              | ۲۰۱۴        | [ ۱۱ ]        |
| «گره‌خورده به هم با یک لبخند»                           | تیلور سوئیفت                                          | تیلور سوئیفت لیز رز                                               | تیلور سوئیفت                                                      | ۲۰۰۶        | [ ۲ ]         |
| «تیم مک‌گرا»                                            | تیلور سوئیفت                                          | تیلور سوئیفت لیز رز                                               | تیلور سوئیفت                                                      | ۲۰۰۶        | [ ۲ ]         |
| «این فصل لعنتی»                                        | تیلور سوئیفت                                          | تیلور سوئیفت آرون دسنر                                            | همیشگی                                                            | ۲۰۲۰        | [ ۳۲ ]        |
| «امروز یک داستان پریان بود»                            | تیلور سوئیفت                                          | تیلور سوئیفت                                                      | روز ولنتاین: موسیقی متن                                           | ۲۰۱۰        | [ ۴۵ ]        |
| «تحملش کن»                                             | تیلور سوئیفت                                          | تیلور سوئیفت آرون دسنر                                            | همیشگی                                                            | ۲۰۲۰        | [ ۳۲ ]        |
| «خیانت کارانه»                                         | تیلور سوئیفت                                          | تیلور سوئیفت دن ویلسون                                            | سرخ                                                               | ۲۰۱۲        | [ ۸ ]         |
| «دو بهتر از یکی»                                       | بویز لایک گرلز به همراهی تیلور سوئیفت                 | مارتین جانسون تیلور سوئیفت                                        | عشق سرمست                                                         | ۲۰۰۹        | [ ۵۸ ]        |
| «چتر» (بازخوانی زنده)                                  | تیلور سوئیفت                                          | کریستوفر «تریکی» استوارت تریوس «دریم» نش کوک هارل شان کارتر       | آی‌تونز زنده از سوهو                                               | ۲۰۰۸        | [ ۵۹ ]        |
| «غیرقابل تحمل»                                         | تیلور سوئیفت                                          | کری بارلو نیتن بارلو تامی لی جیمز تیلور سوئیفت                    | بی‌باک (نسخه پلاتین) و بی‌باک (نسخه تیلور)                          | ۲۰۰۹ و ۲۰۲۱ | [ ۲۶ ]        |
| «طوری که من عاشقت بودم»                                | تیلور سوئیفت                                          | تیلور سوئیفت جان ریچ                                              | بی‌باک و بی‌باک (نسخه تیلور)                                        | ۲۰۰۸ و ۲۰۲۱ | [ ۲۶ ]        |
| «ما هرگز به یکدیگر بازنمی‌گردیم»                        | تیلور سوئیفت                                          | تیلور سوئیفت مکس مارتین شلبک                                      | سرخ                                                               | ۲۰۱۲        | [ ۸ ]         |
| «به نیویورک خوش آمدید»                                 | تیلور سوئیفت                                          | تیلور سوئیفت رایان تدر                                            | ۱۹۸۹                                                              | ۲۰۱۴        | [ ۱۱ ]        |
| «ما خوشحال بودیم»                                      | تیلور سوئیفت                                          | تیلور سوئیفت لیز رز                                               | بی‌باک (نسخه تیلور)                                                | ۲۰۲۱        | [ ۳۱ ]        |
| «کریسمس سفید» (بازخوانی)                               | تیلور سوئیفت                                          | ایروینگ برلین                                                     | صدای فصل                                                          | ۲۰۰۷        | [ ۳۳ ]        |
| «اسب سفید»                                             | تیلور سوئیفت                                          | تیلور سوئیفت لیز رز                                               | بی‌باک و بی‌باک (نسخه تیلور)                                        | ۲۰۰۸ و ۲۰۲۱ | [ ۲۶ ]        |
| «مهیج‌ترین رؤیاها»                                      | تیلور سوئیفت                                          | تیلور سوئیفت مکس مارتین شلبک                                      | ۱۹۸۹                                                              | ۲۰۱۴        | [ ۱۱ ]        |
| «درخت بید»                                             | تیلور سوئیفت                                          | تیلور سوئیفت آرون دسنر                                            | همیشگی                                                            | ۲۰۲۰        | [ ۳۲ ]        |
| «سرزمین عجایب»                                         | تیلور سوئیفت                                          | تیلور سوئیفت مکس مارتین شلبک                                      | ۱۹۸۹ (نسخه لوکس)                                                  | ۲۰۱۴        | [ ۱۱ ]        |
| «تو همه من هستی»                                       | تیلور سوئیفت به همراهی مارن موریس                     | تیلور سوئیفت اسکوتر کراوس                                         | بی‌باک (نسخه تیلور)                                                | ۲۰۲۱        | [ ۶۱ ]        |
| «تو عاشقی»                                             | تیلور سوئیفت                                          | تیلور سوئیفت جک آنتونوف                                           | ۱۹۸۹ (نسخه لوکس)                                                  | ۲۰۱۴        | [ ۱۱ ]        |
| «تو مال منی»                                           | تیلور سوئیفت                                          | تیلور سوئیفت لیز رز                                               | بی‌باک و بی‌باک (نسخه تیلور)                                        | ۲۰۰۸ و ۲۰۲۱ | [ ۲۶ ]        |
| «تو باید آرام باشی»                                    | تیلور سوئیفت                                          | تیلور سوئیفت جوئل لیتل                                            | معشوق                                                             | ۲۰۱۹        | [ ۶۲ ]        |
| «تو متأسف نیستی»                                       | تیلور سوئیفت                                          | تیلور سوئیفت                                                      | بی‌باک و بی‌باک (نسخه تیلور)                                        | ۲۰۰۸ و ۲۰۲۱ | [ ۲۶ ]        |